# Chủ đề Đường hoa Nguyễn Huệ thập niên 2010
Từ năm 1960, Đường Nguyễn Huệ, Thành phố Hồ Chí Minh có chợ hoa xuân vào mỗi dịp Tết Nguyên Đán, là nơi tập trung mua bán hoa tết cây cảnh. Nhà vườn tập kết hoa ở Bến Bạch Đằng sau đó phân bổ vào từng ô đã quy định sẵn trên đường này. Cho đến giữa thập niên 1990, đây vẫn là chợ hoa xuân chính của người dân Thành phố Hồ Chí Minh. Tuy nhiên vào khoảng năm 2000, để lập lại trật tự an toàn giao thông, thành phố quyết định không tổ chức chợ hoa trên đường Nguyễn Huệ và chuyển chợ hoa sang công viên 23 tháng 9. Năm 2004, thành phố khôi phục chợ hoa nhưng không còn chức năng mua bán mà thay vào đó con đường hoa được bày biện, sắp đặt công phu cho khách du xuân thưởng ngoạn. Cũng từ năm này, cứ đến dịp Tết Nguyên Đán, đường hoa Nguyễn Huệ lại được mở đón khách với từng chủ đề, ý tưởng khác nhau.
Dưới đây là danh sách chủ đề Đường hoa Nguyễn Huệ dành cho khách đi bộ thưởng ngoạn mỗi dịp Tết Nguyên Đán qua từng năm (thập niên 2010).

## Dòng thời gian

### Tết Canh Dần 2010:Xuân bình minh
Đường hoa Tết Canh Dần được thi công từ 8h ngày 2 tháng 2 năm 2010 (19 tháng Chạp Kỷ Sửu) đến 18h ngày 10 tháng 2 (27 tháng Chạp) và hoạt động từ tối 27 tháng Chạp đến hết mùng 3 Tết Canh Dần. Trong khoảng thời gian thi công và hoạt động, các phương tiện giao thông bị cấm trên các tuyến đường như Nguyễn Huệ, Lê Lợi.
Đường hoa Nguyễn Huệ Tết Canh Dần gồm các phân mục: Vầng thái dương, Xuân yêu thương, Bình minh hội tụ, Sức mạnh đoàn kết, Góc quê hương và Hướng về Thăng Long. Đường hoa sẽ có nhiều chương trình để du khách thưởng lãm, như: thi cắm hoa, phố đi bộ Lê Lợi, xem biểu diễn nhạc cụ dân tộc, múa sạp, trò chơi dân gian, các nhà mặt phố khu đường hoa sẽ trang hoàng lộng lẫy, biểu diễn Doorshows...
Ngày 10 tháng 2, đường hoa Nguyễn Huệ chính thức mở cửa đón du khách trong và ngoài nước đến tham quan, thưởng lãm. Năm nay đường hoa tập trung vào hai hình ảnh: con hổ và tình yêu đôi lứa.
Đường hoa bắt đầu phục vụ khách từ ngày 10/2 (27 Tết) đến sáng 17/2 (mùng 4 Tết) trên trục đường Nguyễn Huệ.

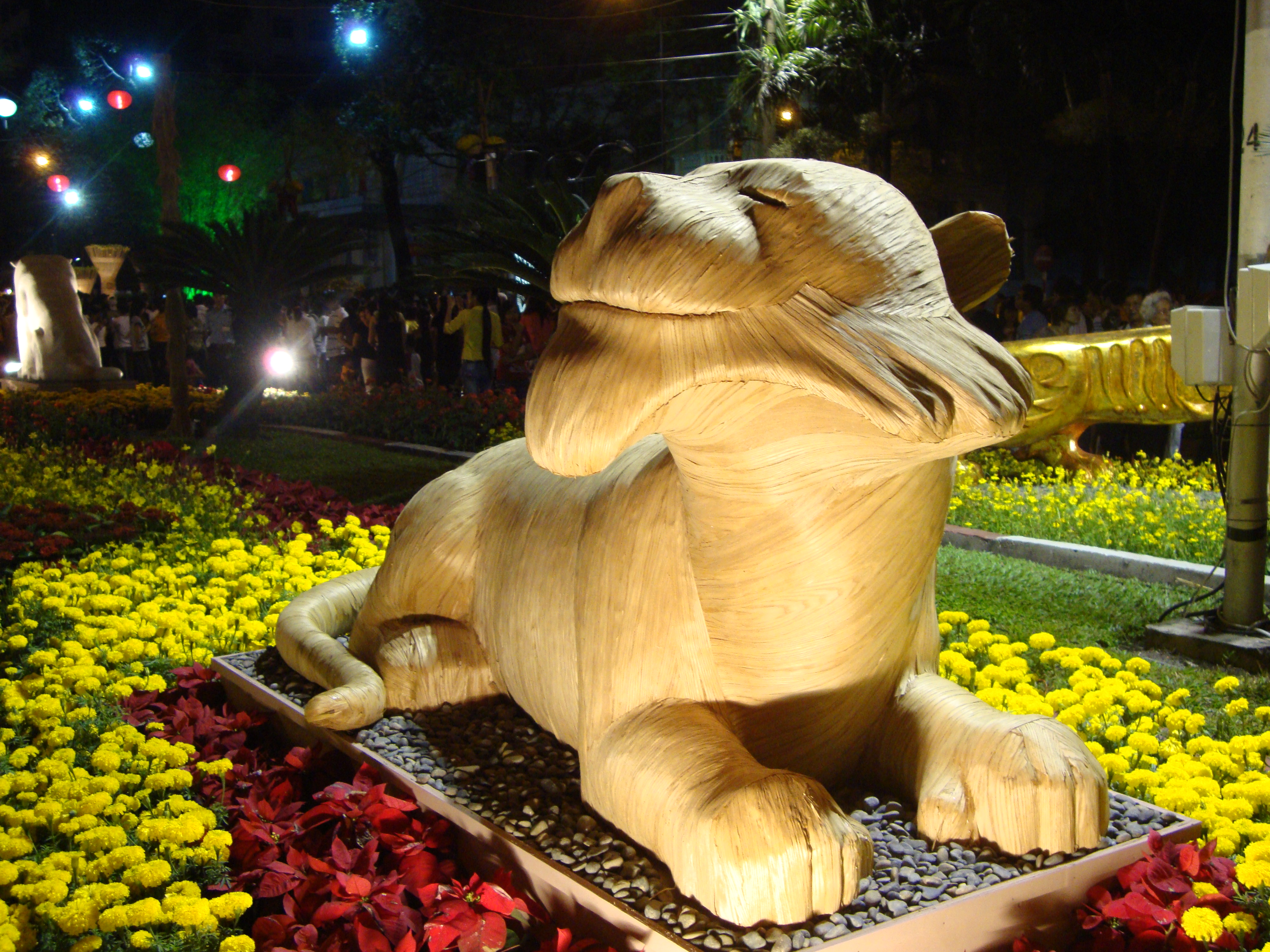
Một góc đường hoa năm 2010
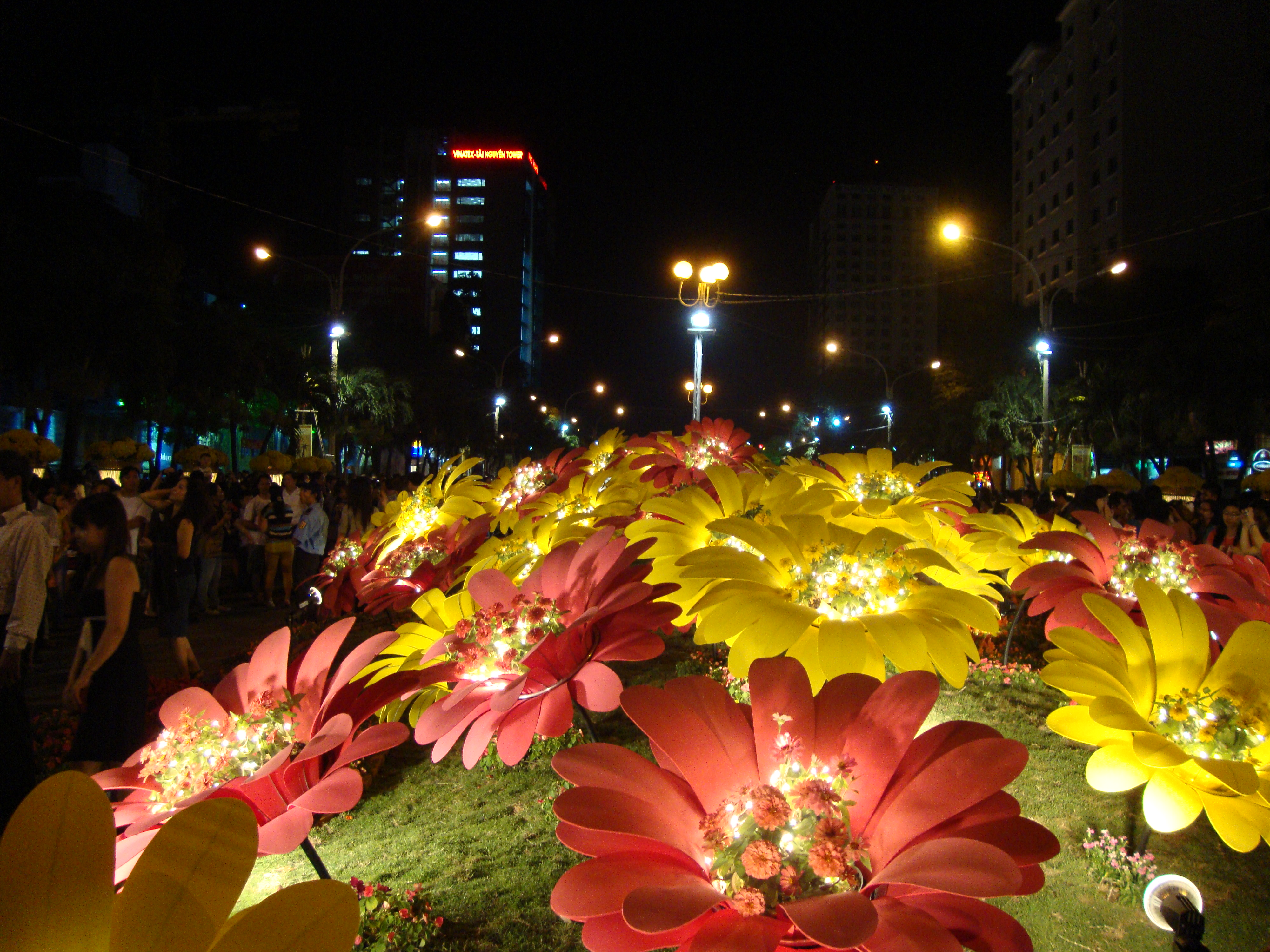
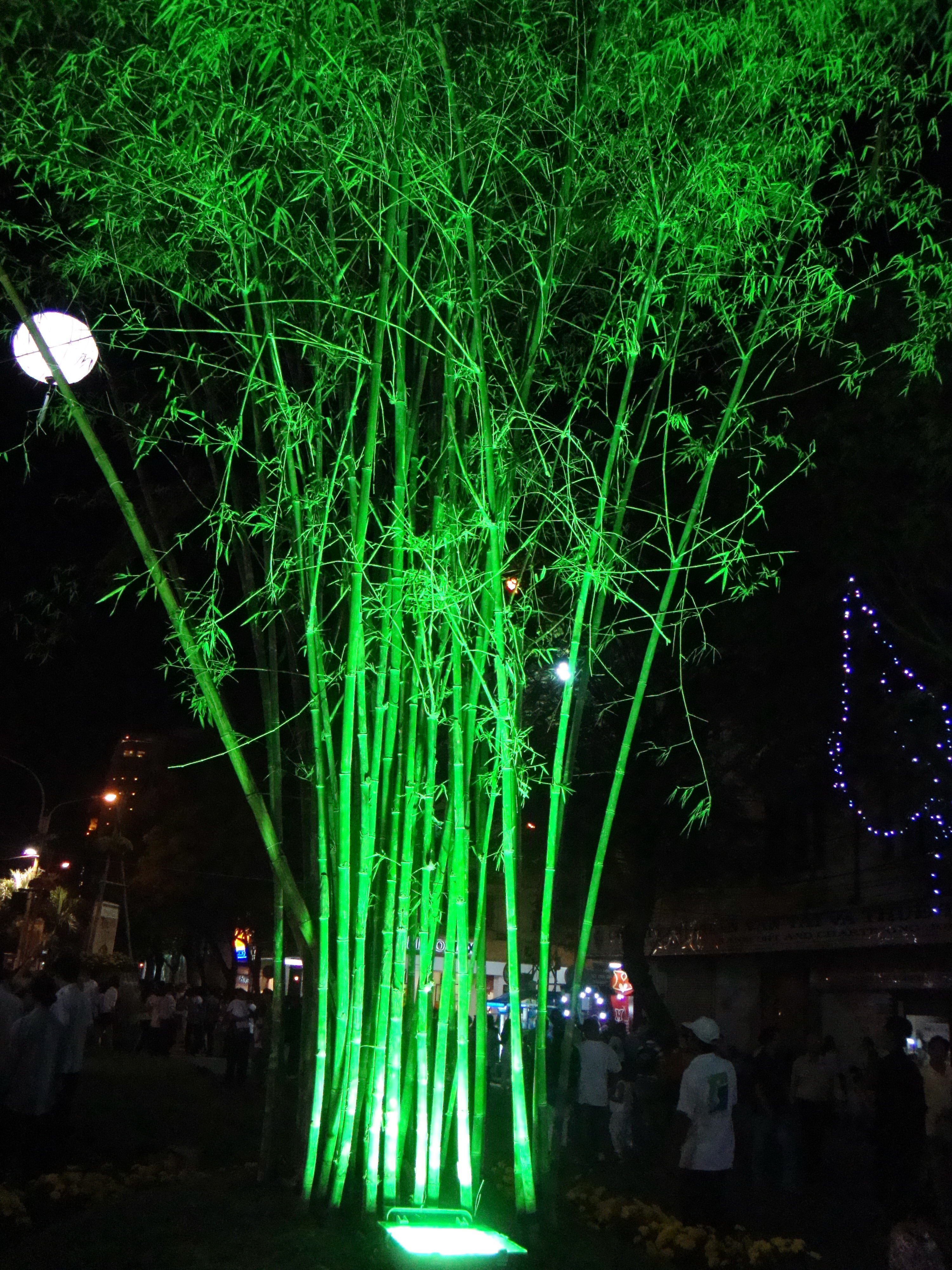
Cây tre
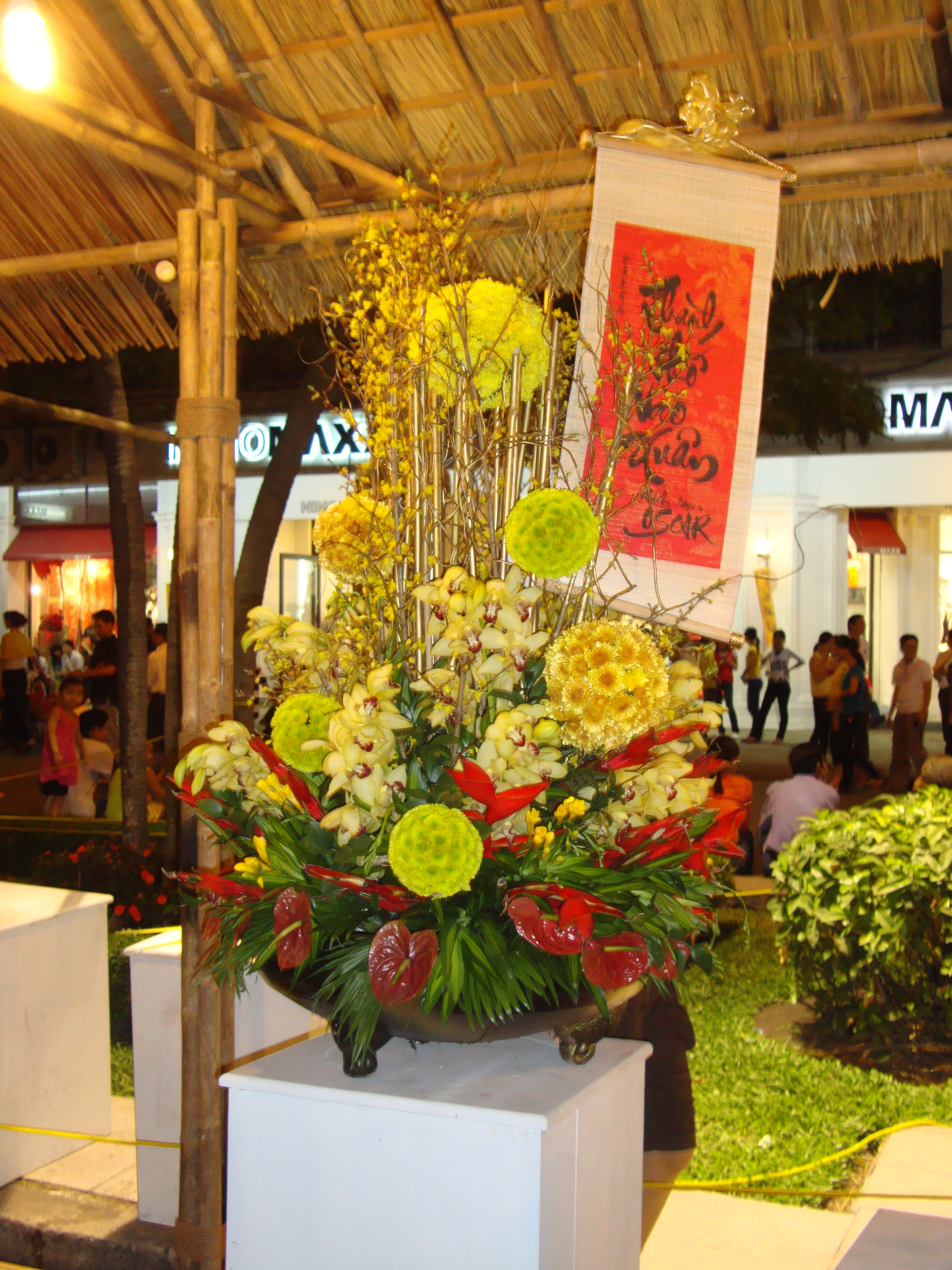
Nhà trưng bày hoa trang trí
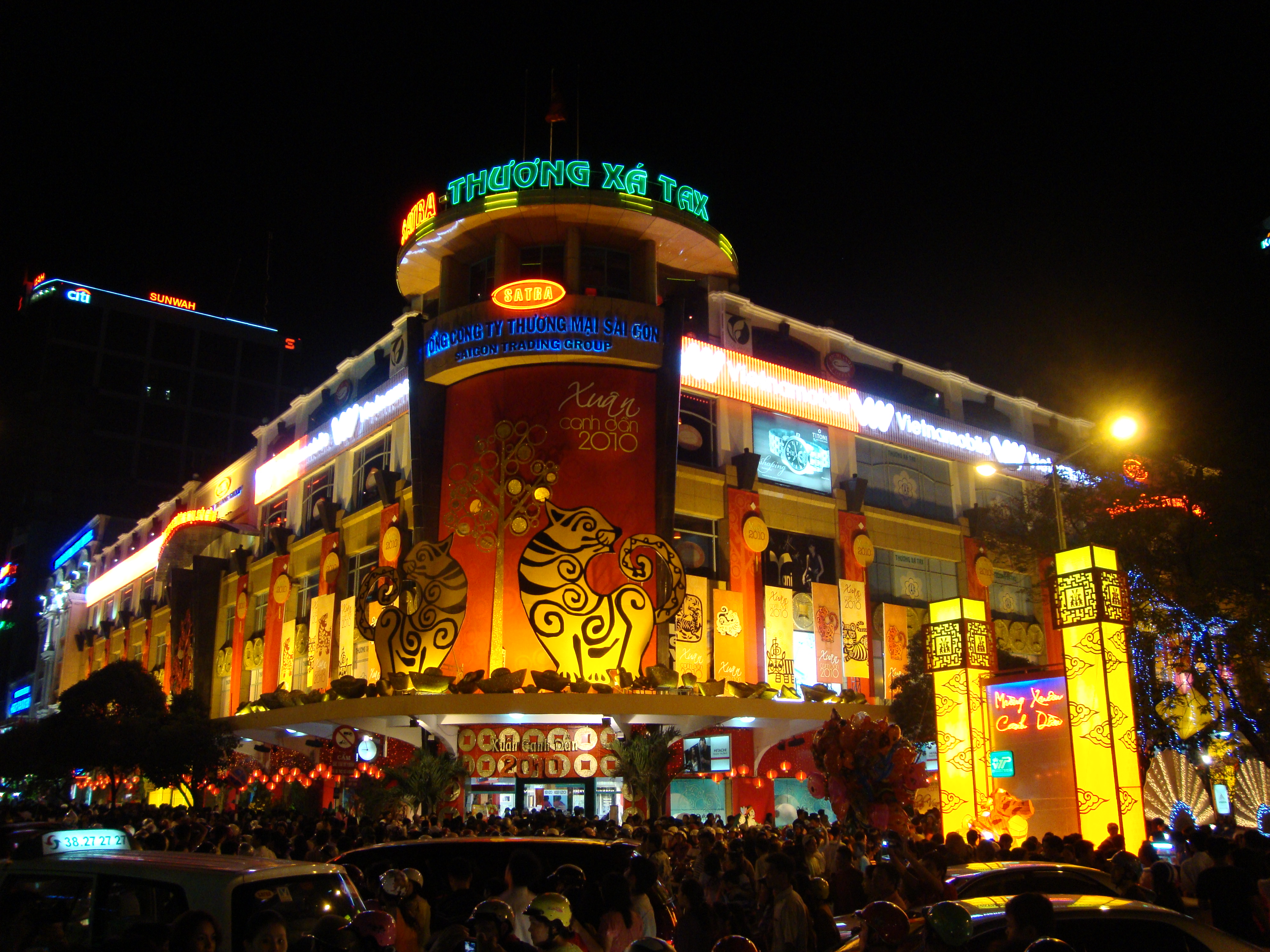
Thương xá Tax trên đường hoa

### Tết Tân Mão 2011:Tầm cao mới
Đường hoa Tết Tân Mão 2011 thể hiện những phấn đấu nỗ lực của thành phố để đạt được thành quả cao hơn về kinh tế, chính trị, xã hội. Các phân đoạn trang trí trong đường hoa chuyển tải những chủ đề nhỏ: Hồn Việt, Tết phương Nam, Nối vòng tay lớn, Vươn lên tầm cao mới, Xuân an vui, Hoa Xuân ca, Vào mùa và Vườn Xuân. Đường hoa Nguyễn Huệ 2011 phục vụ công chúng trong 7 ngày, từ 19 giờ ngày 30 tháng 1 năm 2011 (27 tháng chạp) đến 22 giờ ngày 6 tháng 2 năm 2011 (mồng 4 Tết).

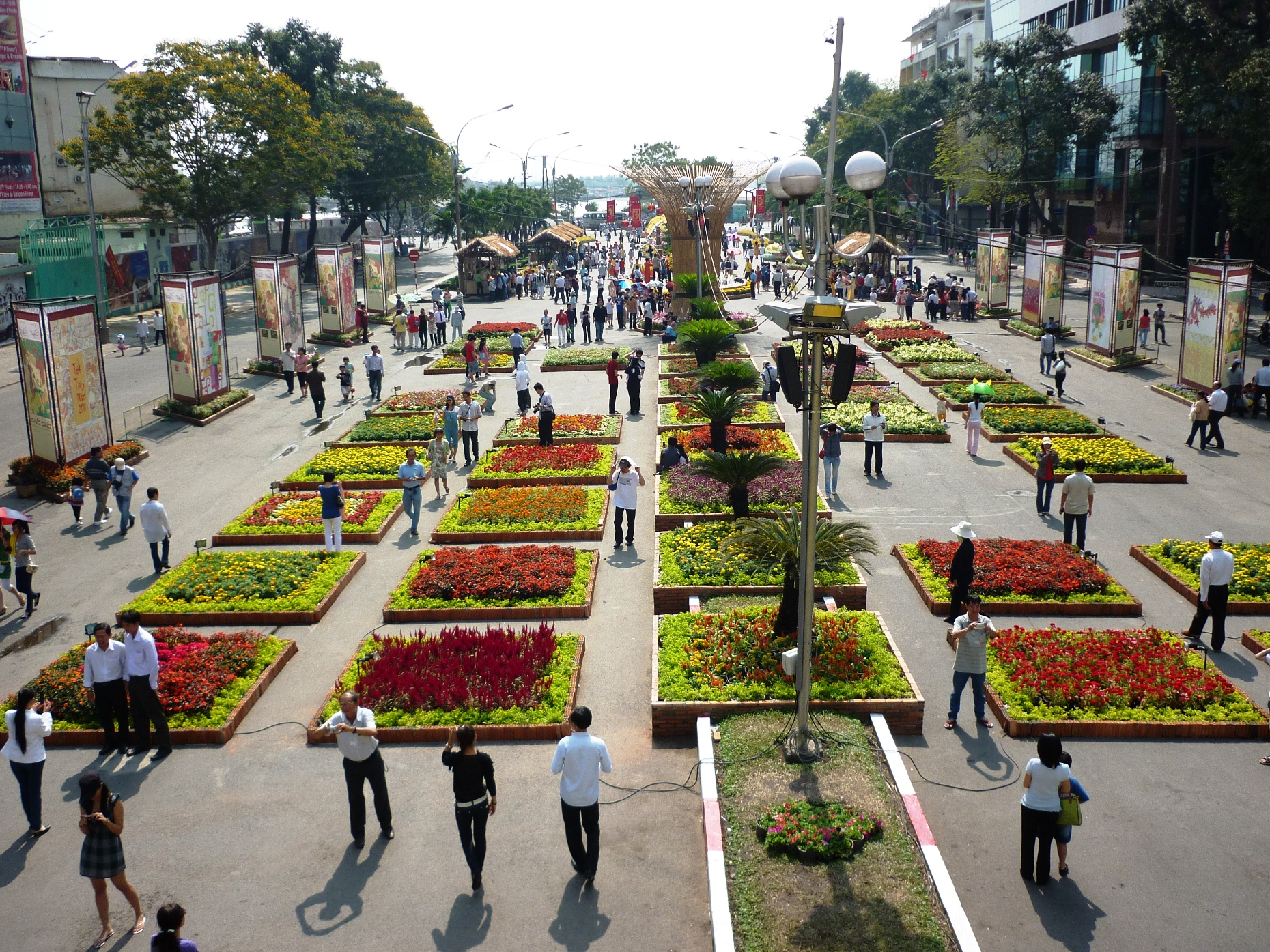
Đoạn cuối đường hoa, trước bến Bạch Đằng
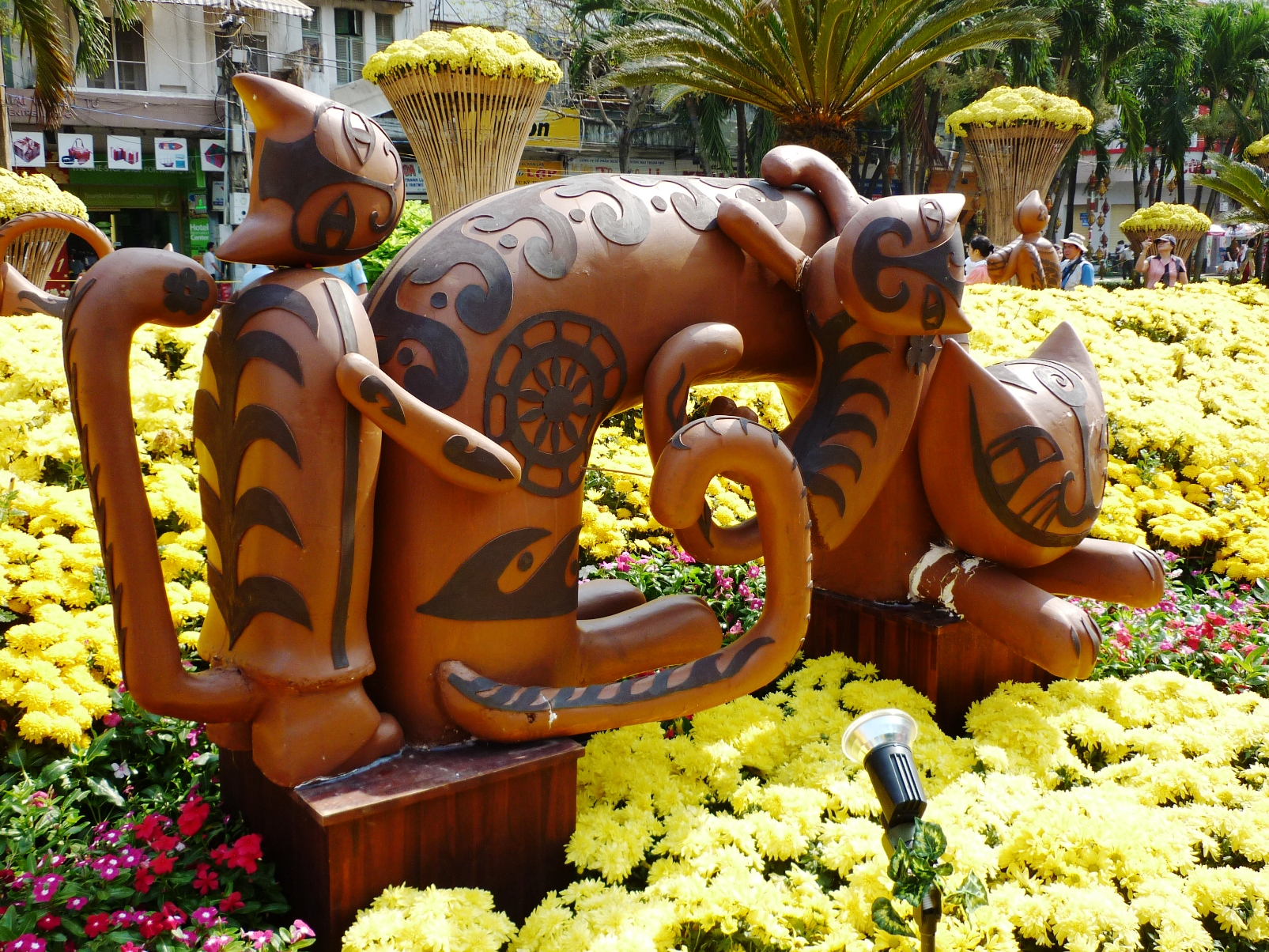
Gia đình mèo năm Tân Mão 2011
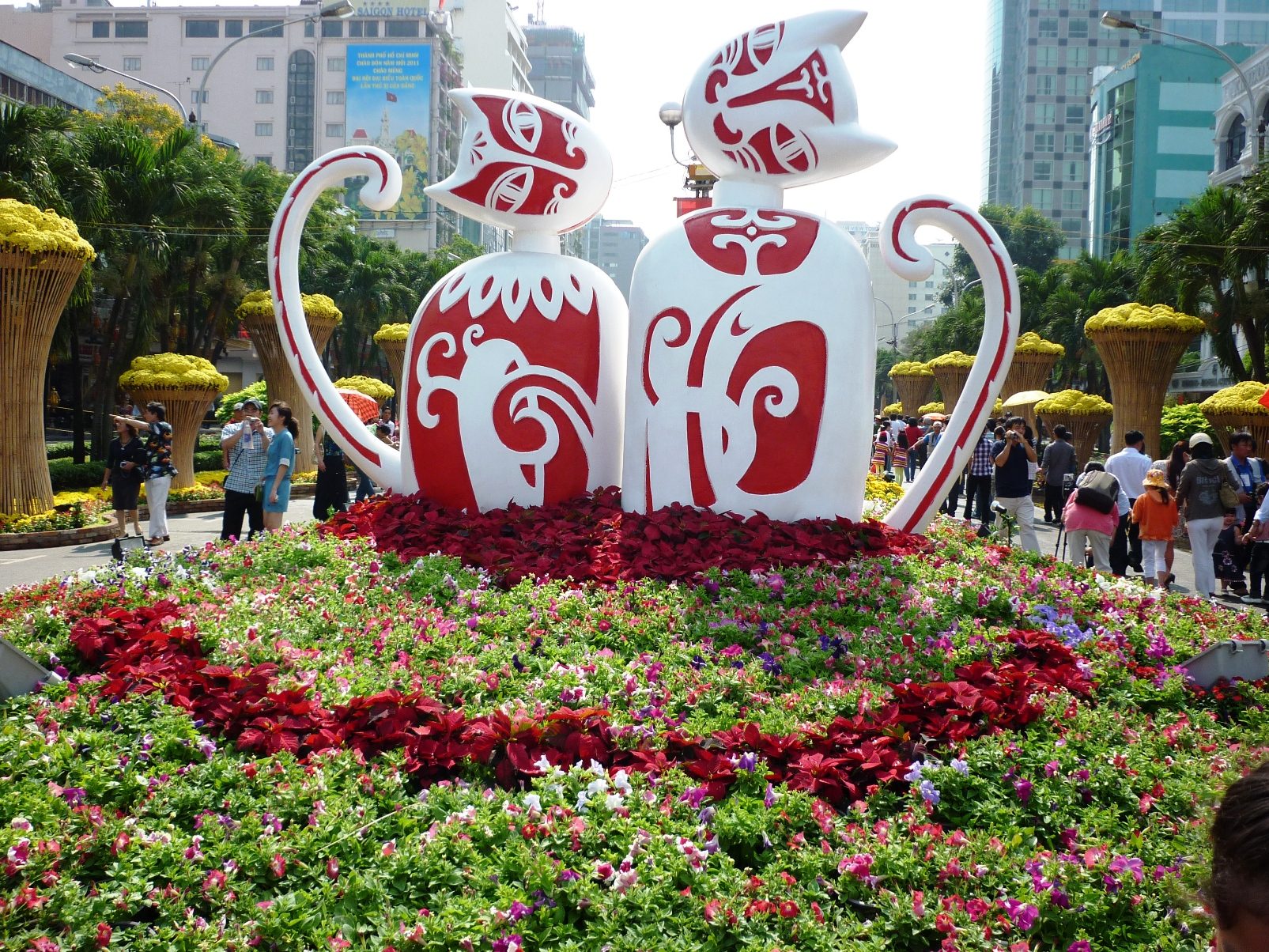
Song miêu
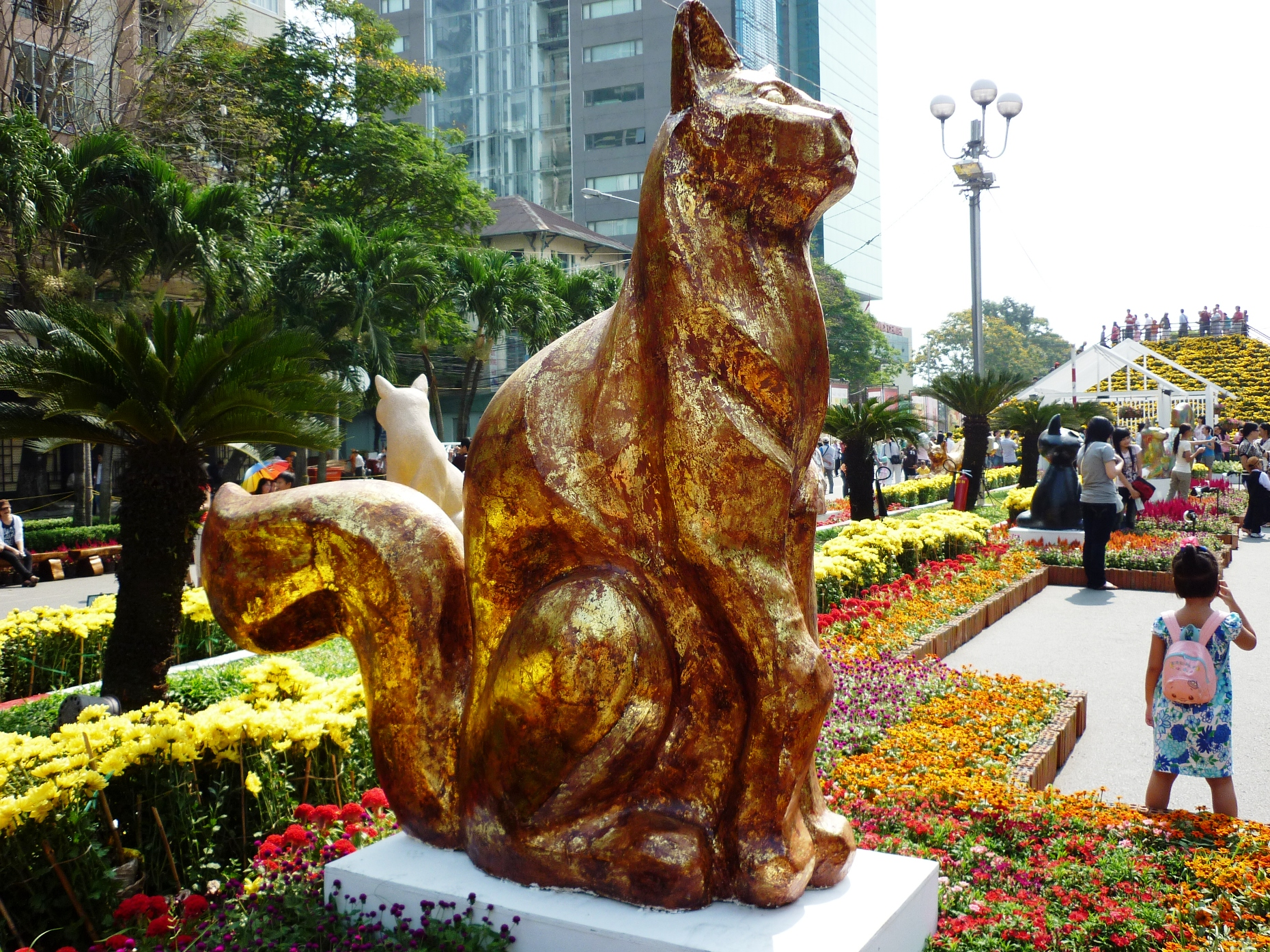
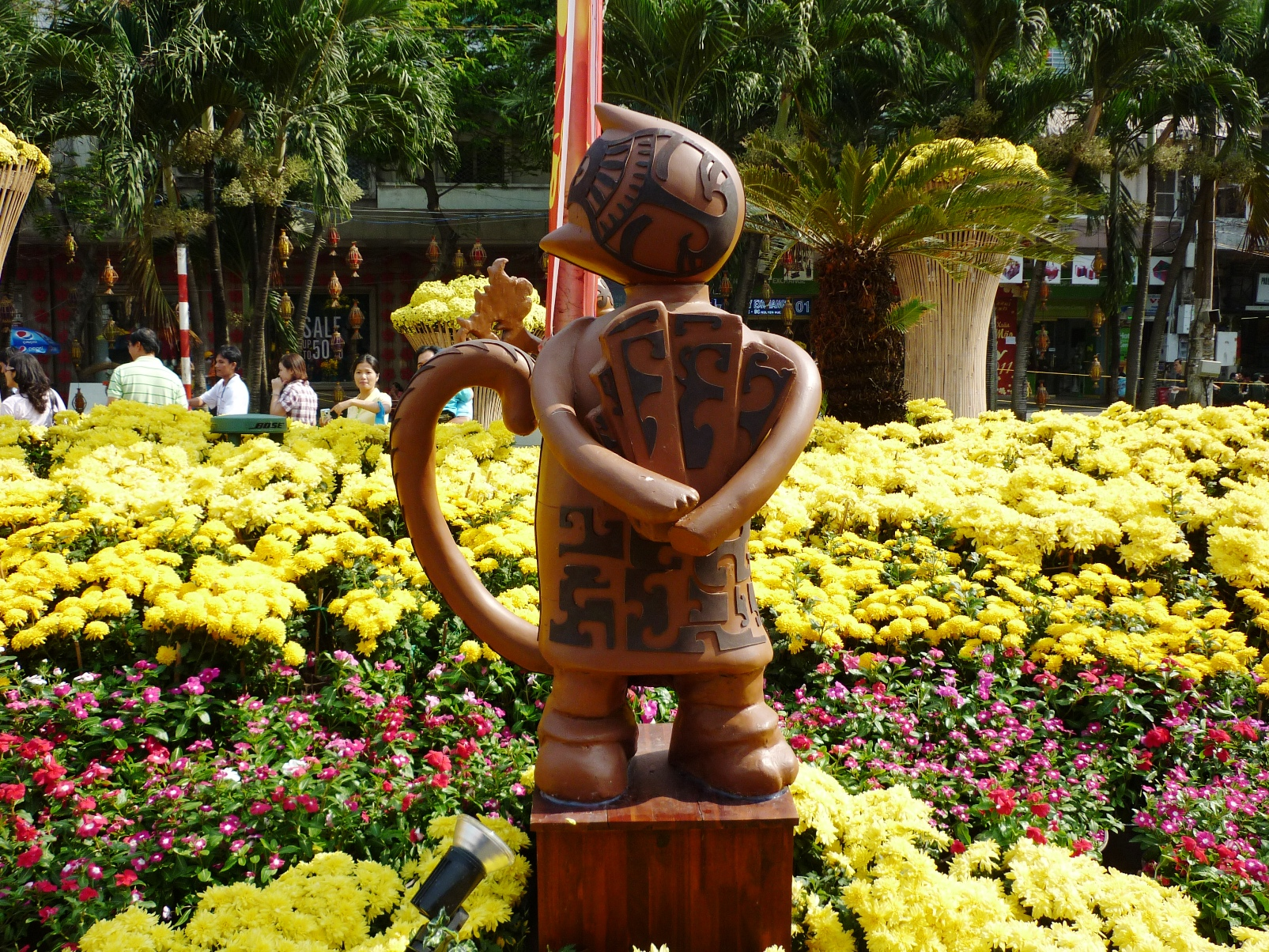
Mèo đi học
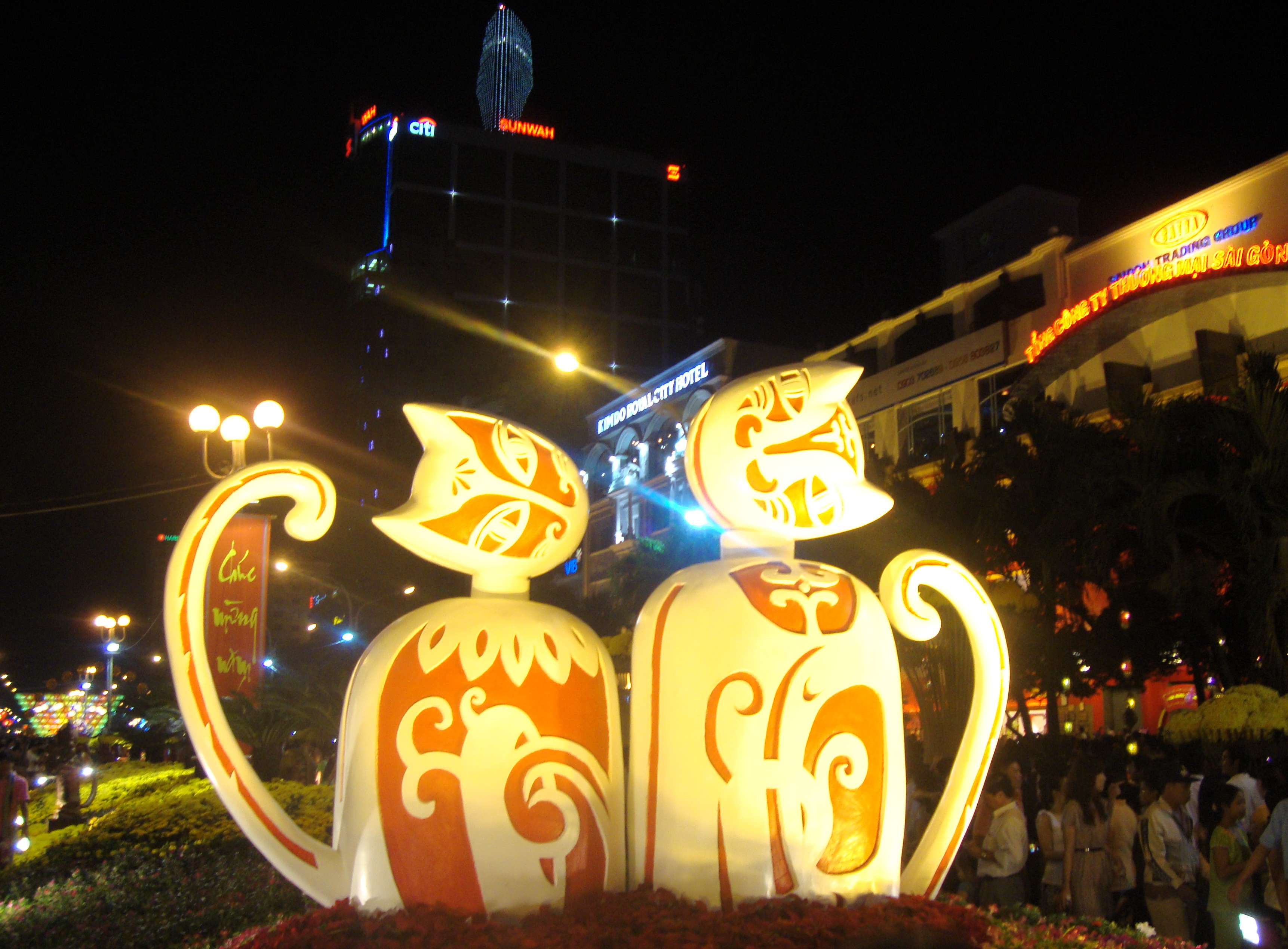
Nhiều hình mèo cách điệu
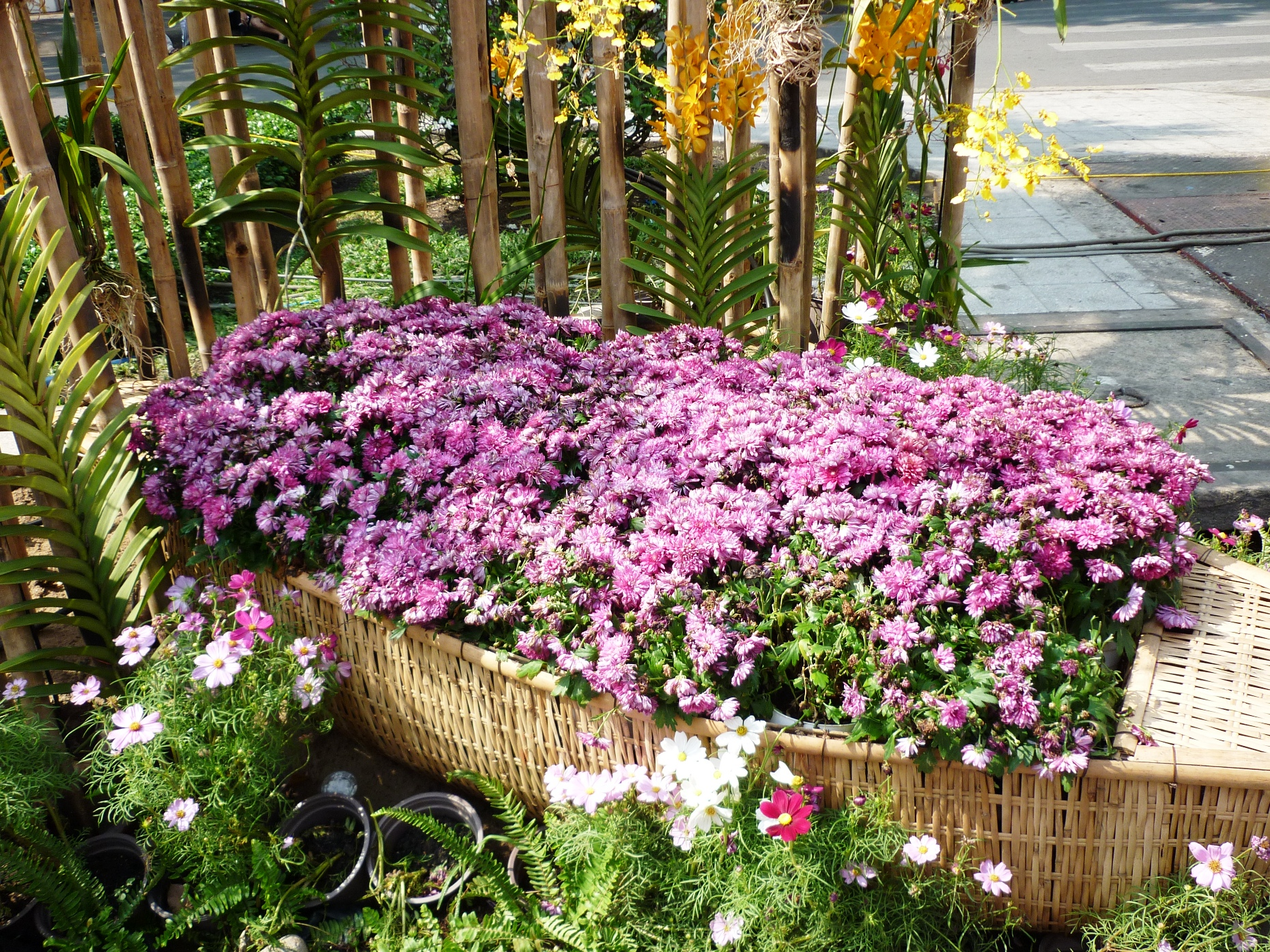
Thuyền hoa
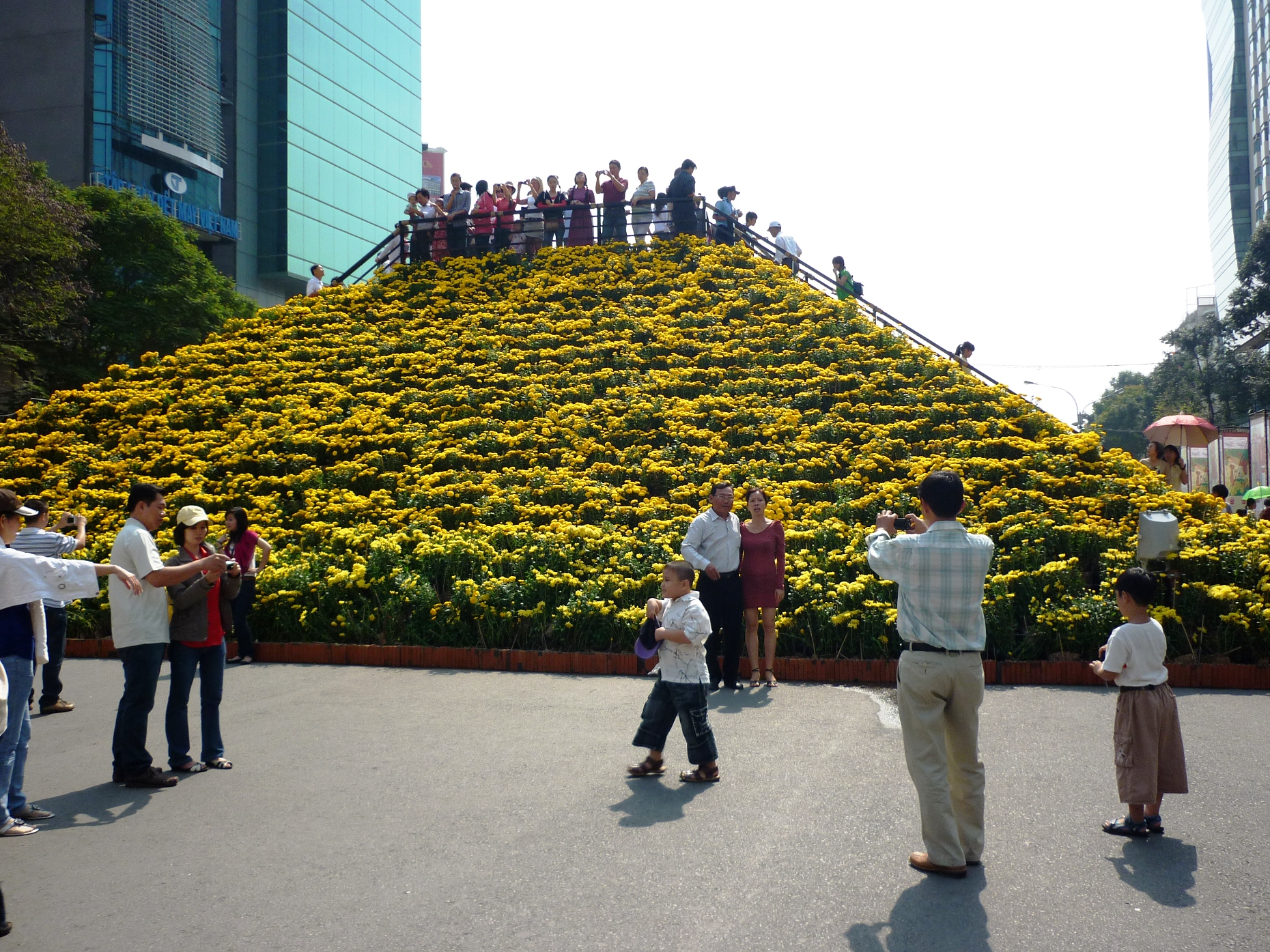
Tháp cầu mùa
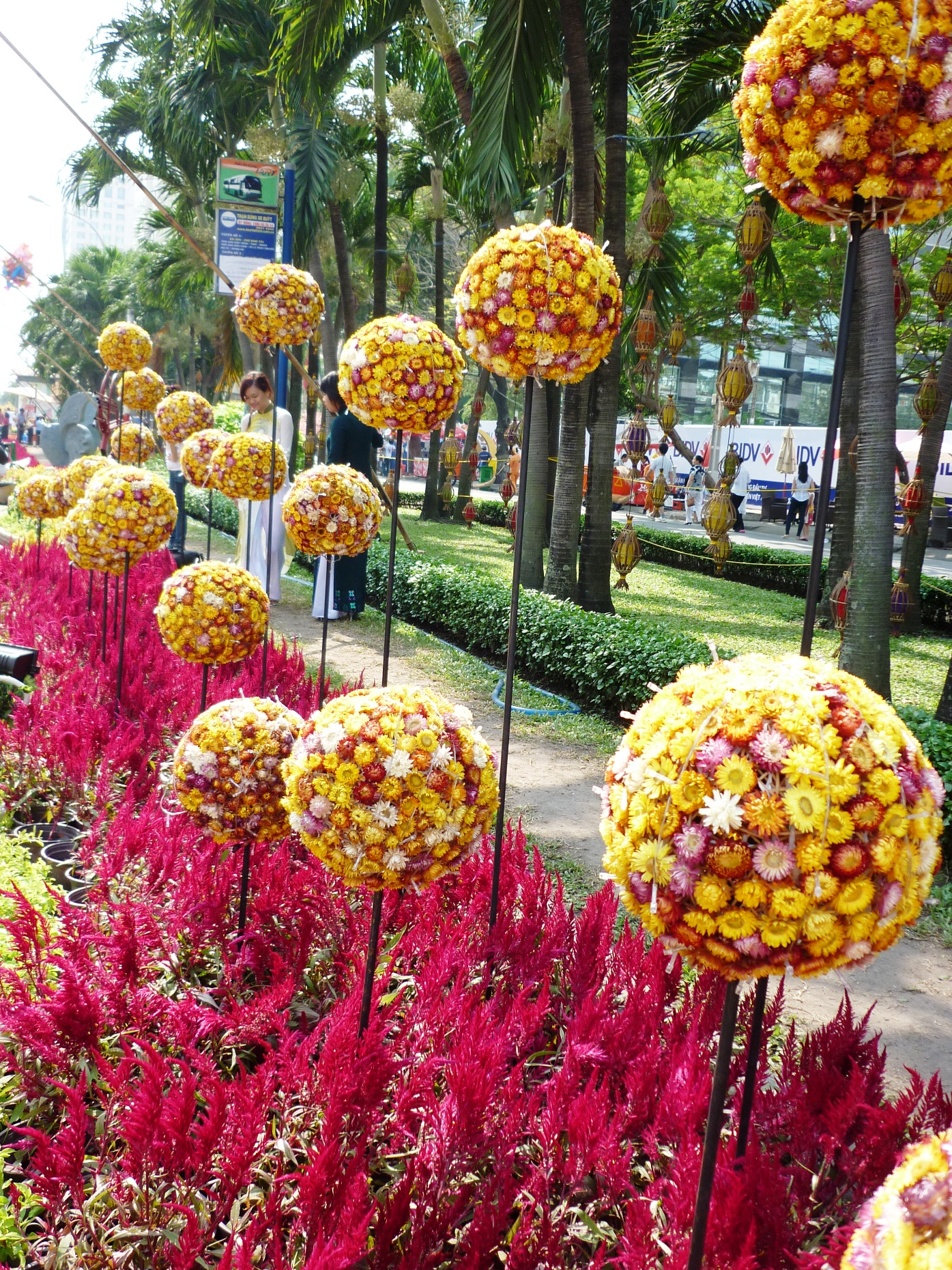
Cầu hoa bất tử

### Tết Nhâm Thìn 2012:Việt Nam quê hương tôi
Các công việc chuẩn bị cho đường hoa được bắt đầu từ ngày 10 tháng 1 năm 2012. Đường hoa được khai mạc vào lúc 19 giờ ngày 21 tháng 1 (tức ngày 28 tháng 12 năm Tân Mão) và phục vụ công chúng đến ngày 26 tháng 1 (tức mồng 4 Tết). Các phân đoạn của đường hoa tương ứng với các chủ đề nhỏ: Vườn mai Bác Hồ, Truyền thuyết hóa rồng, Đất nước trọn niềm vui, Vươn đến tương lai.
Đầu đường hoa (phía trụ sở Ủy ban nhân dân Thành phố Hồ Chí Minh) là đại cảnh Rồng phun hoa và uốn lượn trên nền mây, được thực hiện với các chất liệu dây lục bình và tre đan. Dọc đường là các tiểu cảnh như: bánh chưng, bánh tét, nón quai thao, đồng lúa, lũy tre, biển và đảo,... được tạo thành bằng các loài cây, hoa như hoa lan, cẩm chướng, cúc vạn thọ tây, trạng nguyên,... Cuối đường là hình tượng Rồng bằng mây tre kết hợp với nhiều chậu cúc mâm xôi và lồng đèn. Theo ước tính, có hơn một triệu lượt người tham quan đường hoa trong dịp Tết Nhâm Thìn.

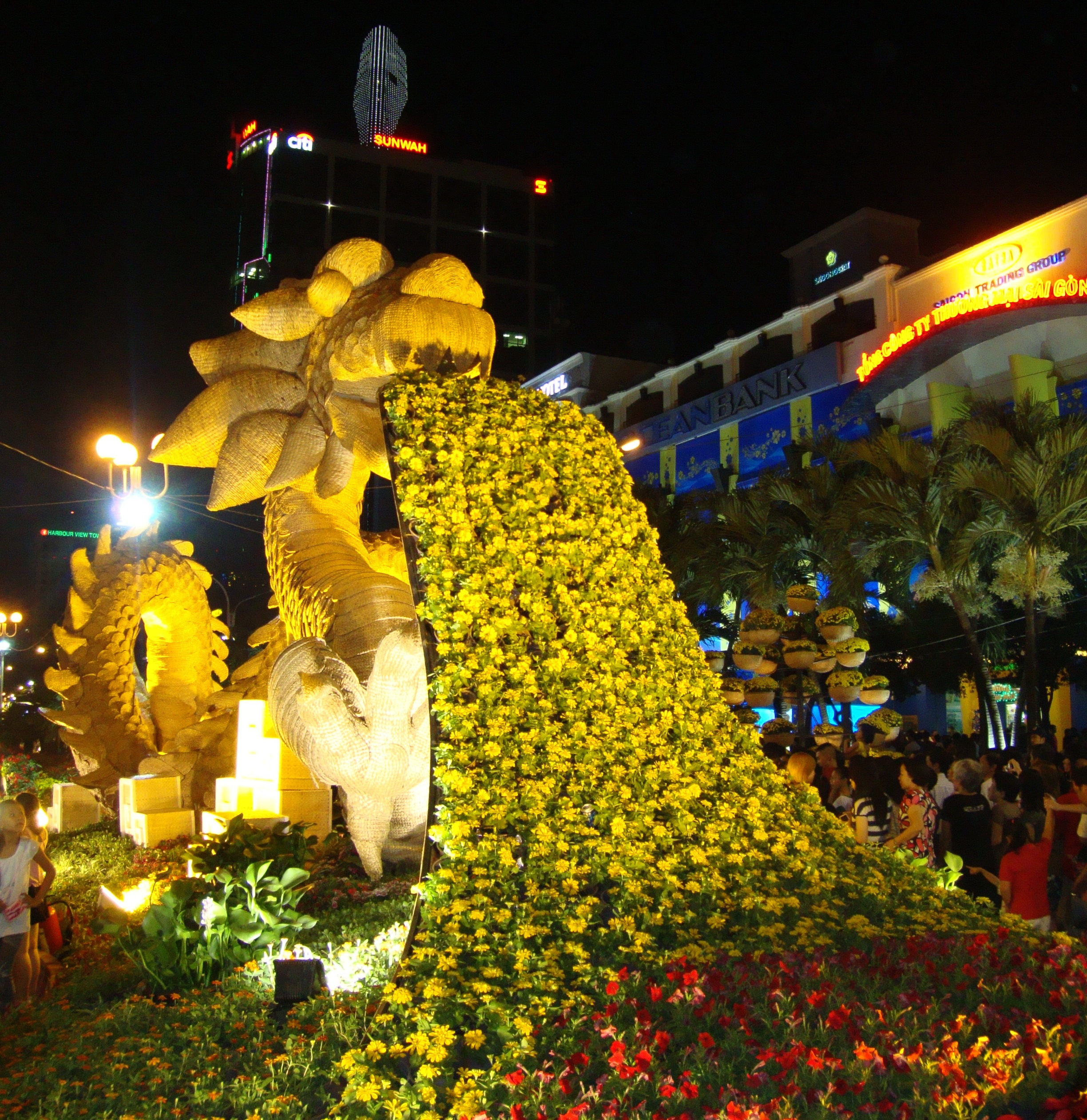
Hình tượng Rồng phun hoa tại đường hoa Nguyễn Huệ vào Tết Nhâm Thìn 2012
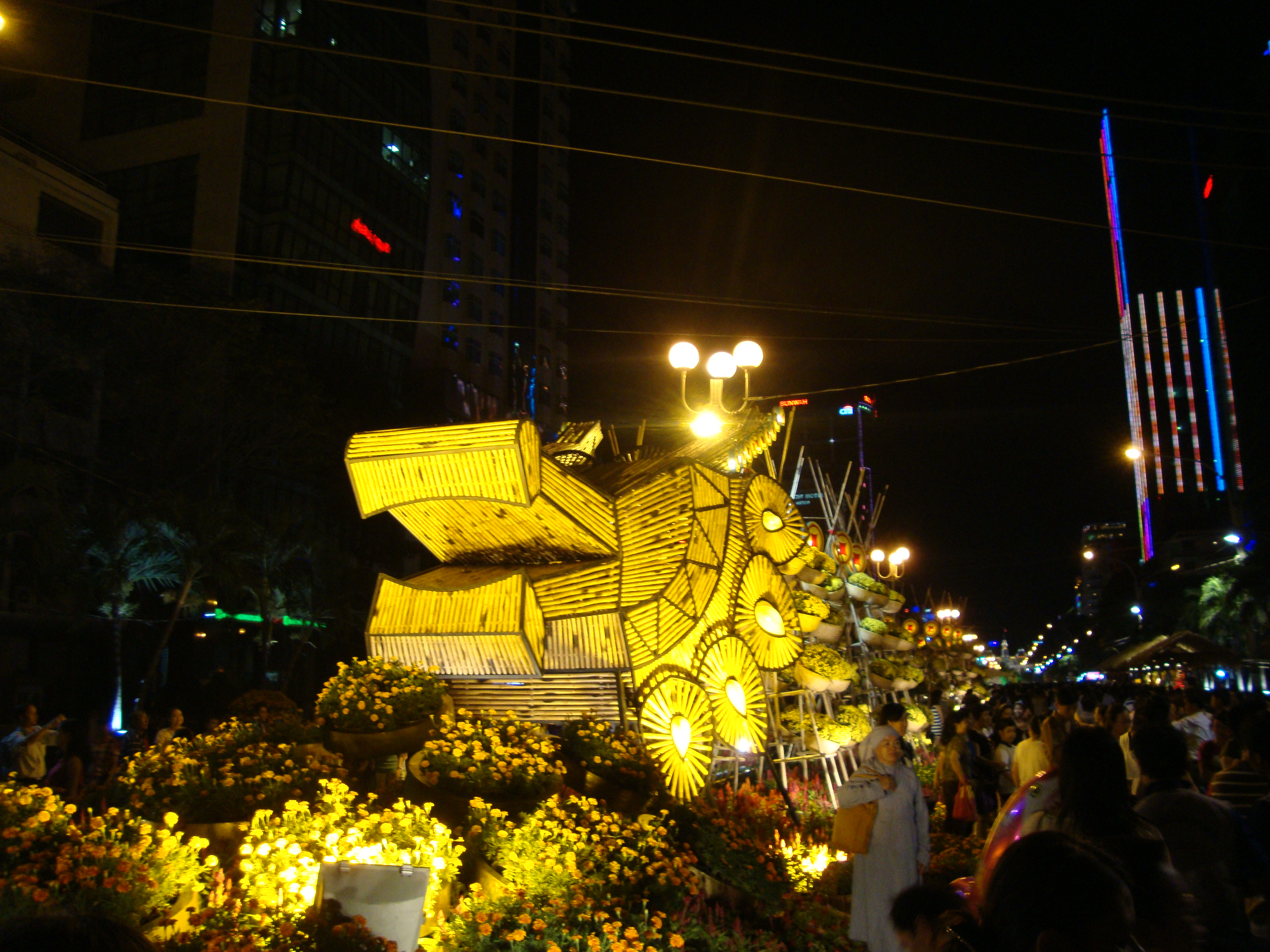
Hình tượng Rồng ở cuối đường hoa (đầu Bến Bạch Đằng)
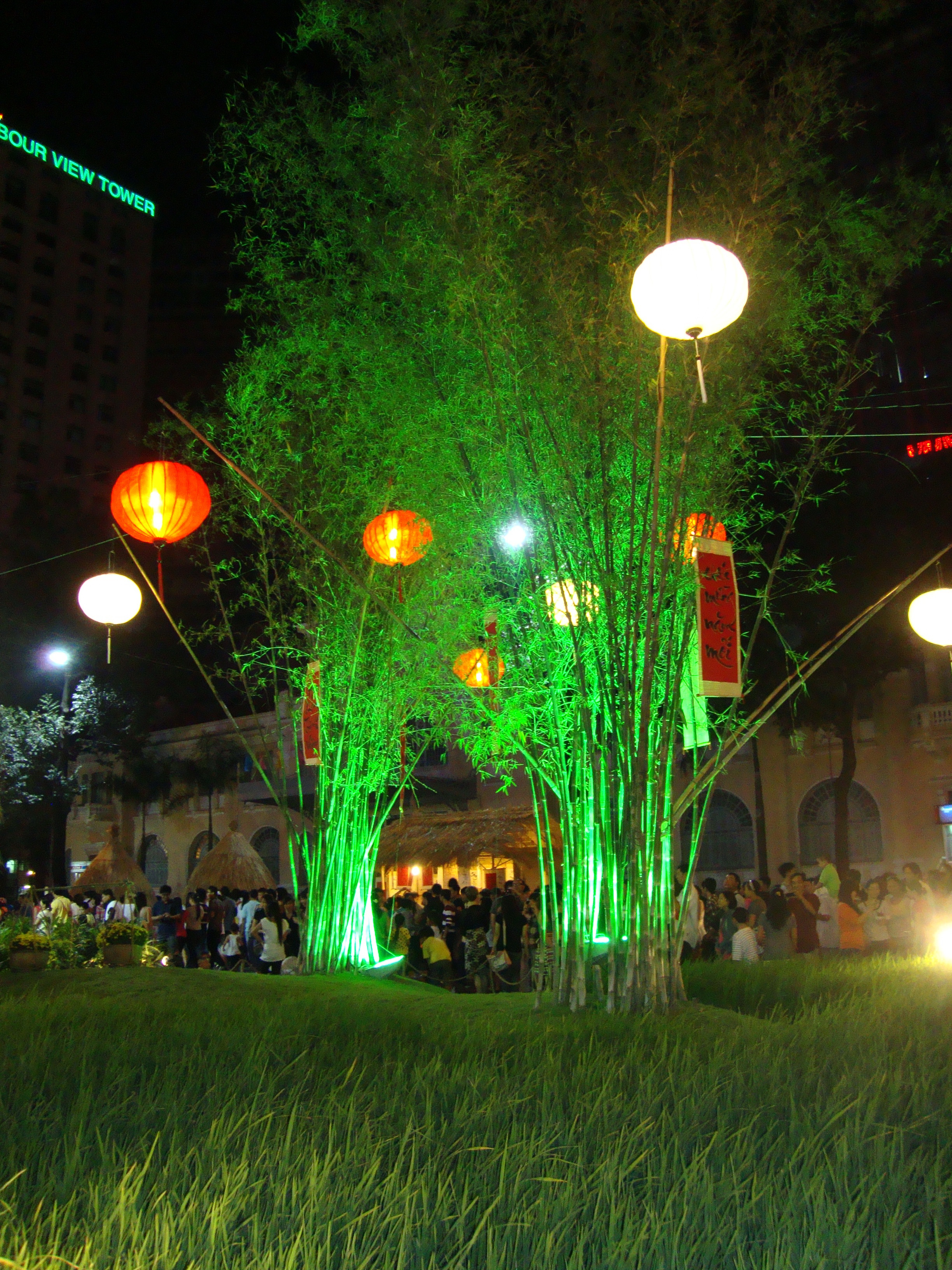
Khung cảnh làng quê Việt Nam với đồng lúa và lũy tre
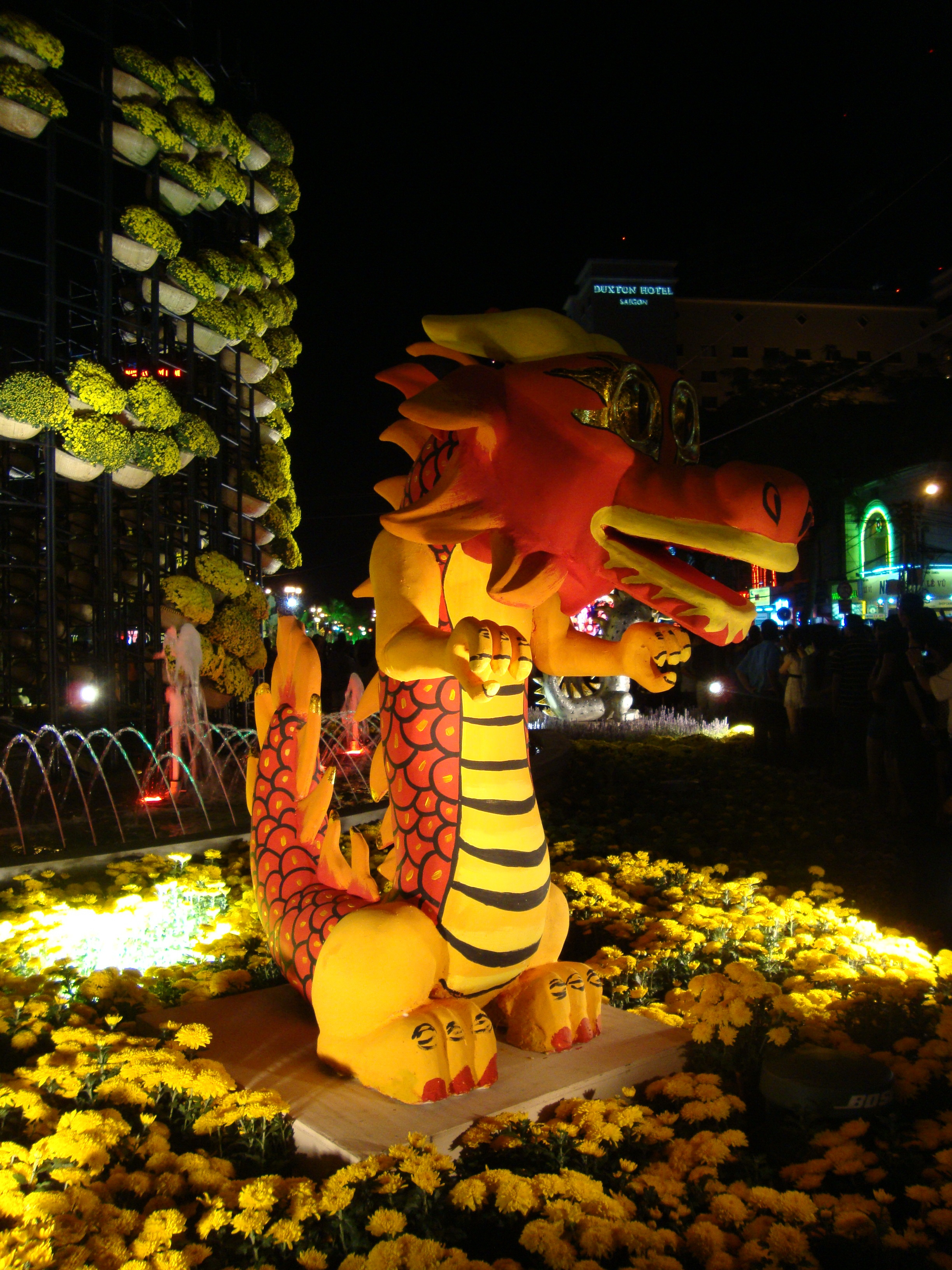
Một trong 5 tượng Rồng nhìn về 5 hướng quanh vòng hoa lớn
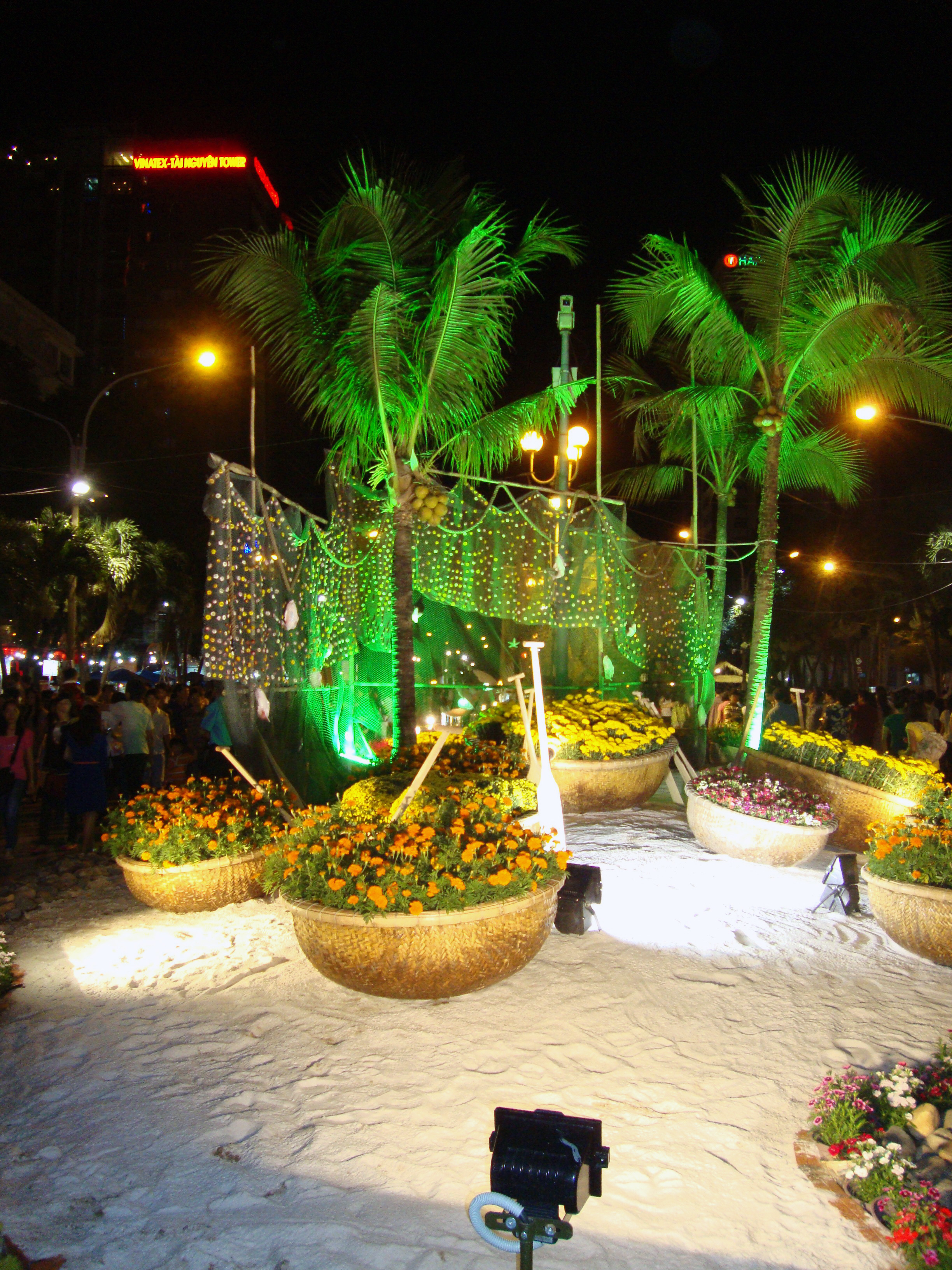
Biểu tượng cho chủ đề biển đảo
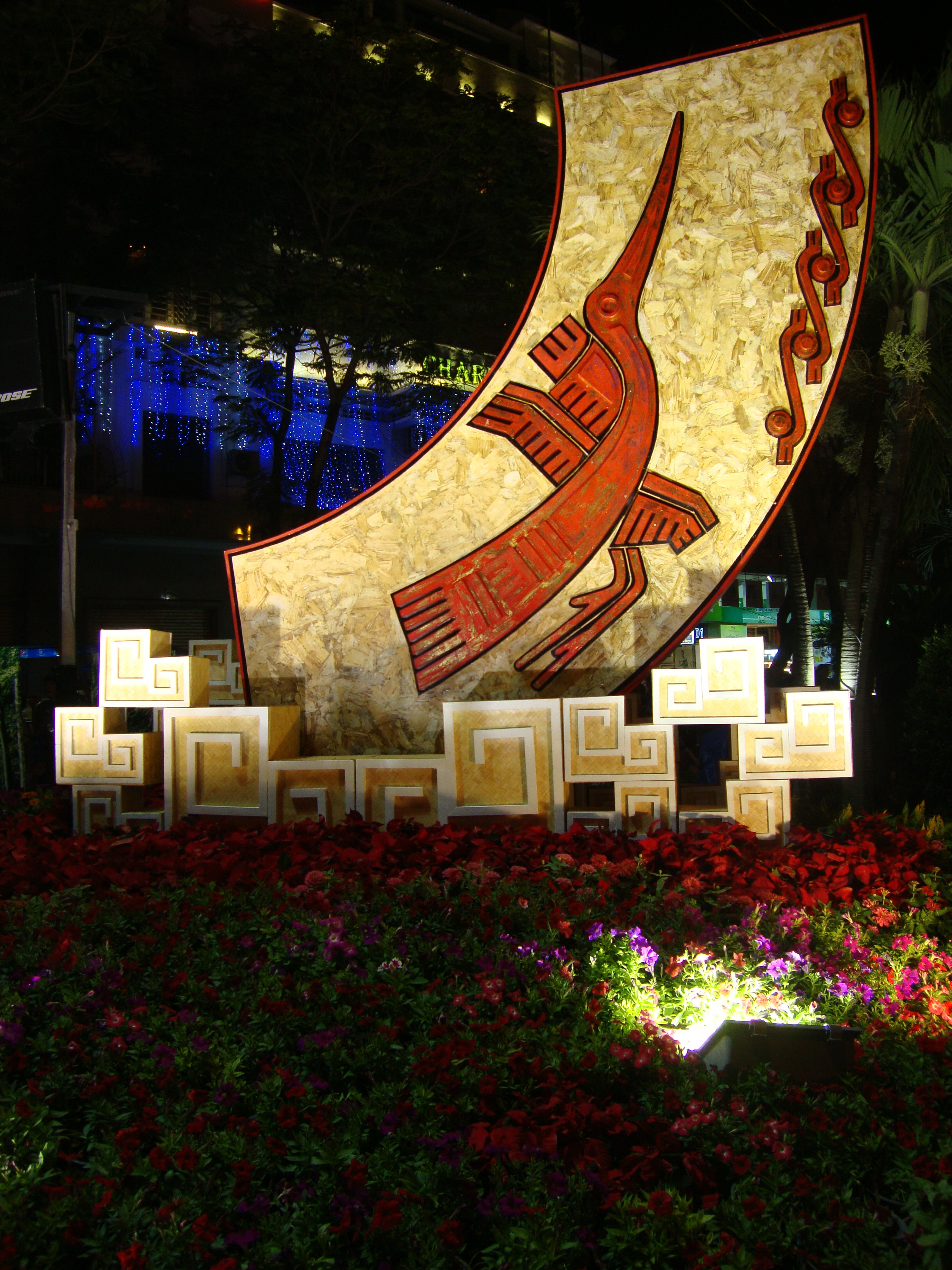
Biểu tượng chim lạc ở đầu đường hoa
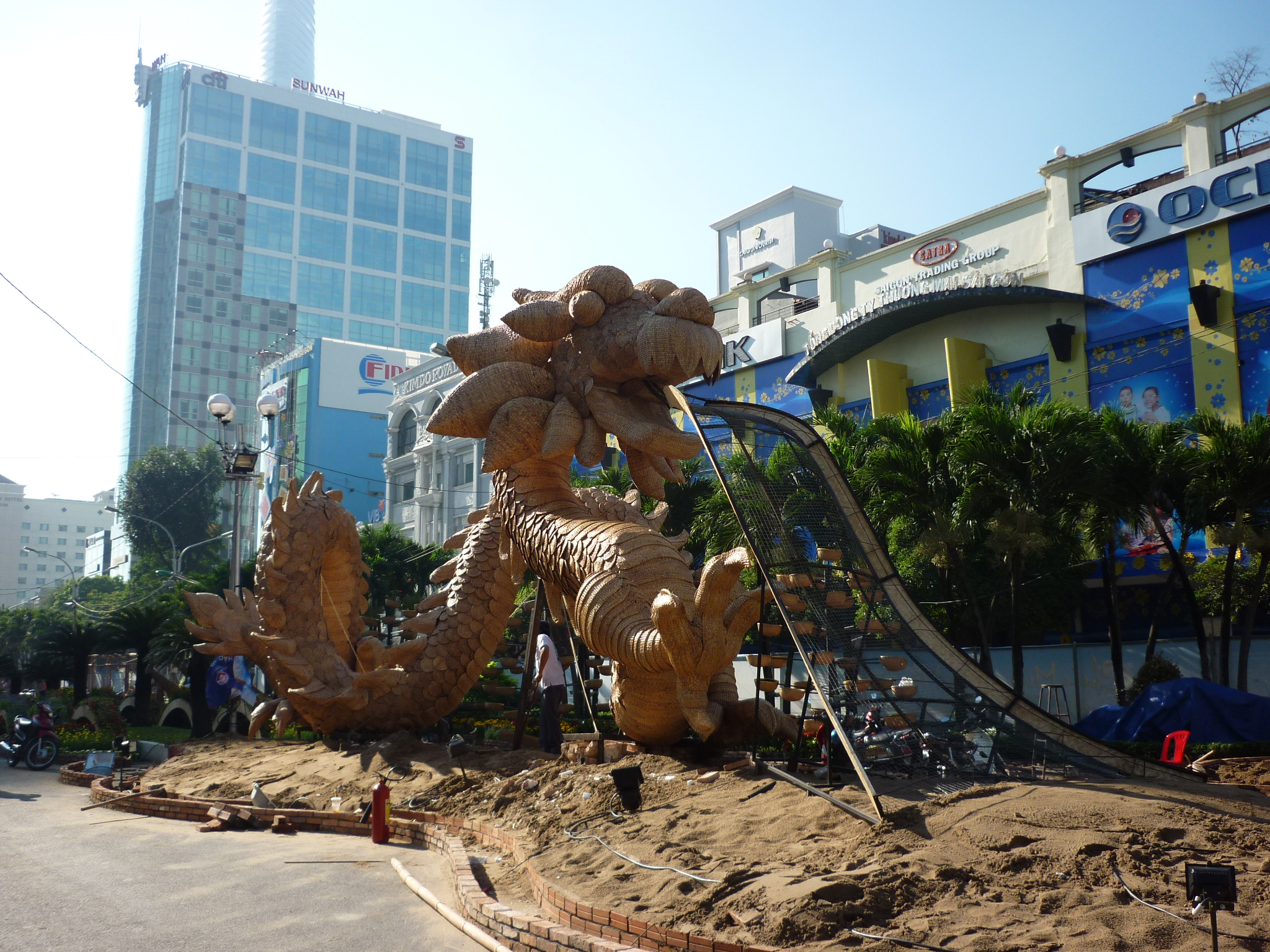
Con rồng bằng xốp và lục bình khô
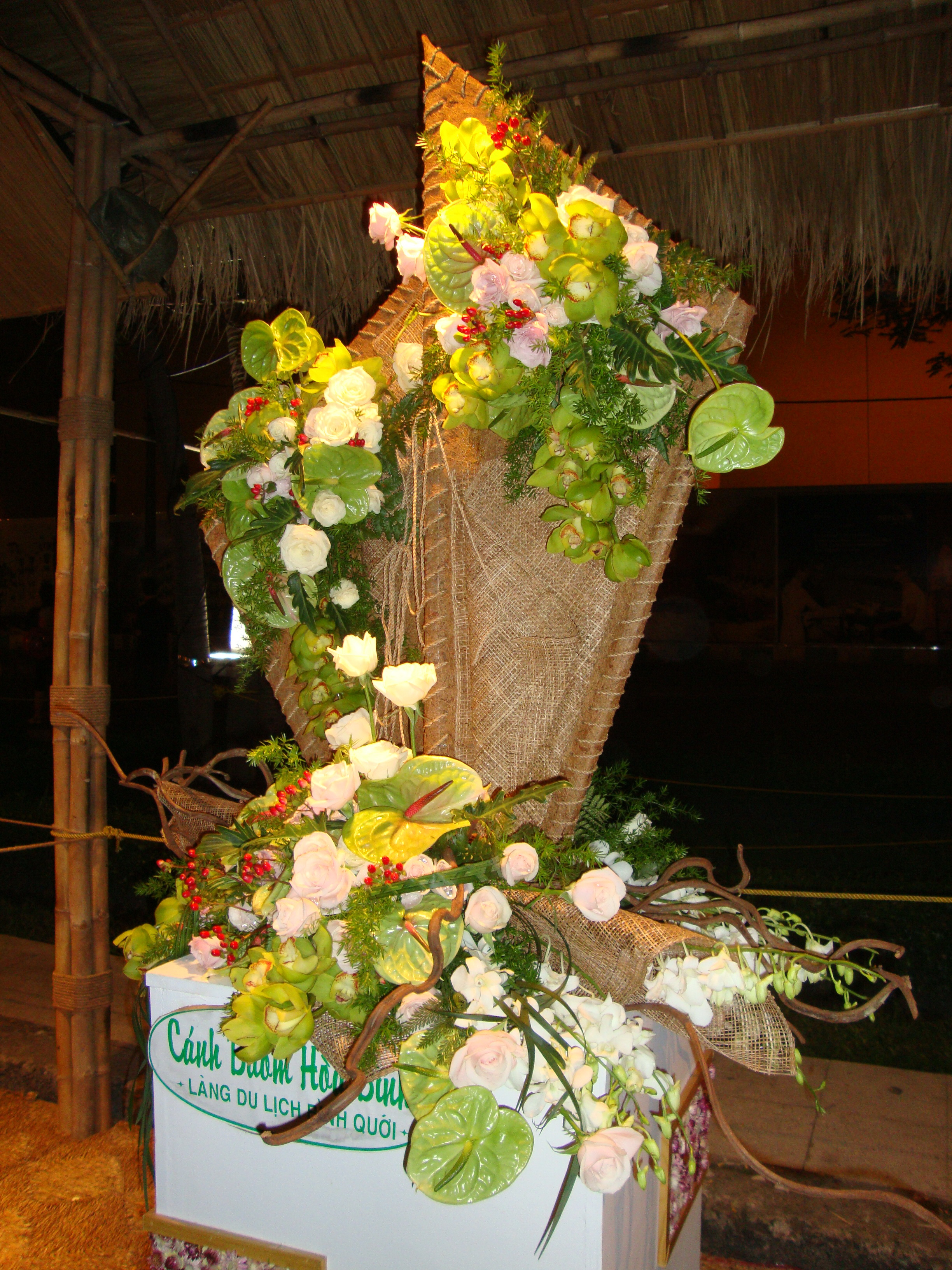
Nhà trưng bày hoa trang trí
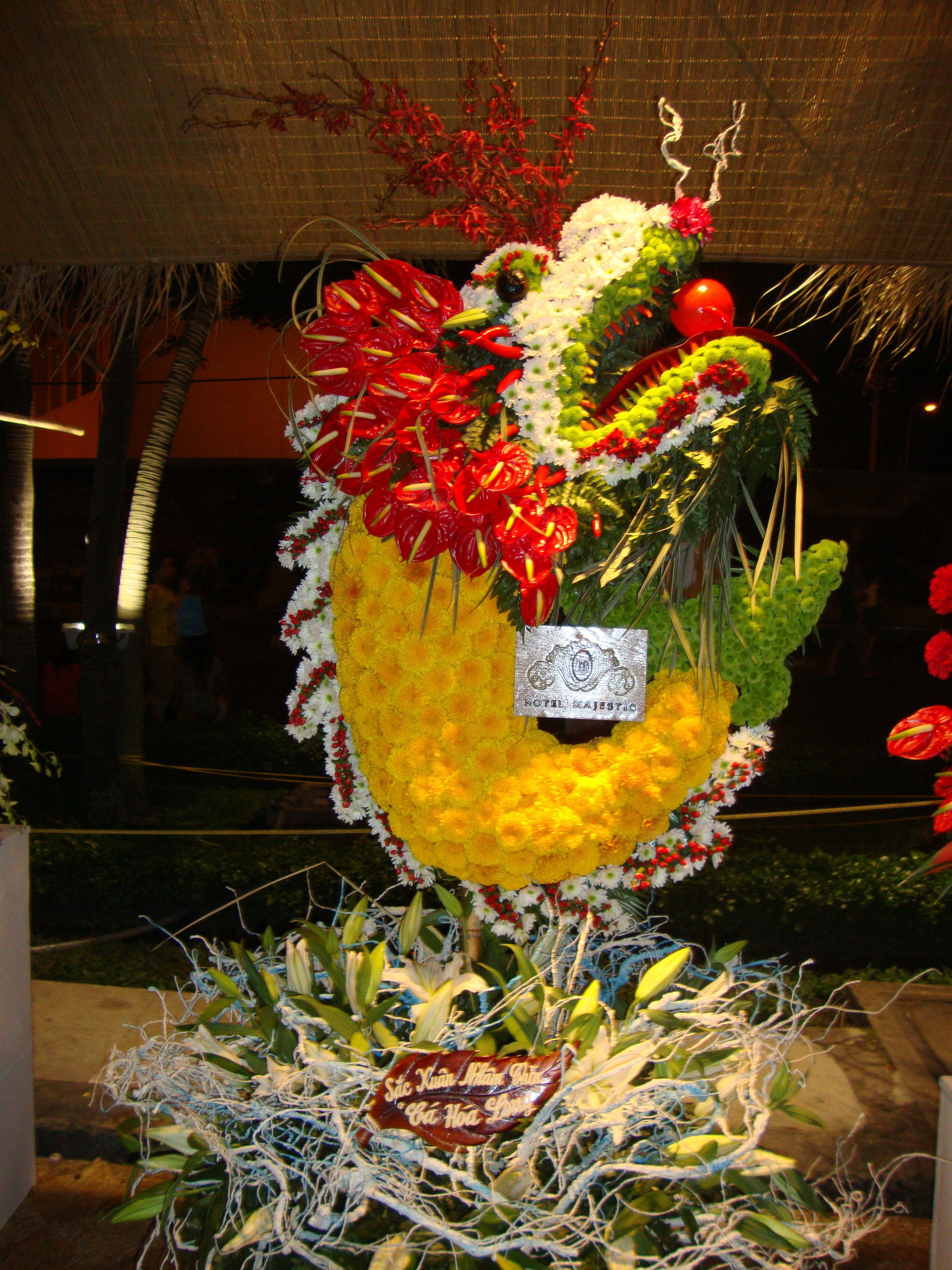
Nhà trưng bày hoa do các khách sạn và công ty du lịch gửi tặng

### Tết Quý Tỵ 2013:Trái tim Việt Nam
Đường hoa khai mạc vào ngày 8 tháng 2 năm 2013 (ngày 28 tháng 12 năm Nhâm Thìn), bế mạc vào lúc 22 giờ ngày 13 tháng 2 (ngày 4 tháng 1 năm Quý Tỵ).
Các phân đoạn trang trí trong đường hoa chuyển tải những chủ đề nhỏ: Xuân non cao, Xuân đồng bằng, Xuân biển đảo. Đường hoa Nguyễn Huệ được trang trí nhấn mạnh chủ đề biển đảo tại khu vực Xuân biển đảo ở cuối đường hoa. Tại khu vực Xuân đồng bằng là cánh đồng lúa và 10 linh vật, biểu tượng của từng năm đường hoa ra mắt công chúng, cùng những hình ảnh đặc trưng khác như giàn mướp, liếp bánh tráng, cầu khỉ, hồ sen…. Khu vực Xuân non cao (đầu đường hoa) được trang trí với thác nước, và các trang phục đặc trưng cùng với các nhạc cụ dân tộc của người dân Tây Nguyên. Đầu đường hoa là biểu tượng của năm Tỵ — hình ảnh hai con rắn được ốp vỏ cây tràm, uốn đuôi vào nhau như hình trái tim. Tại khu vực vườn mai và tượng Hồ Chí Minh, còn có 54 hình trái tim cách điệu tượng trưng cho 54 dân tộc Việt Nam.

Cảnh quan đường hoa Nguyễn Huệ Xuân Quý Tỵ 2013
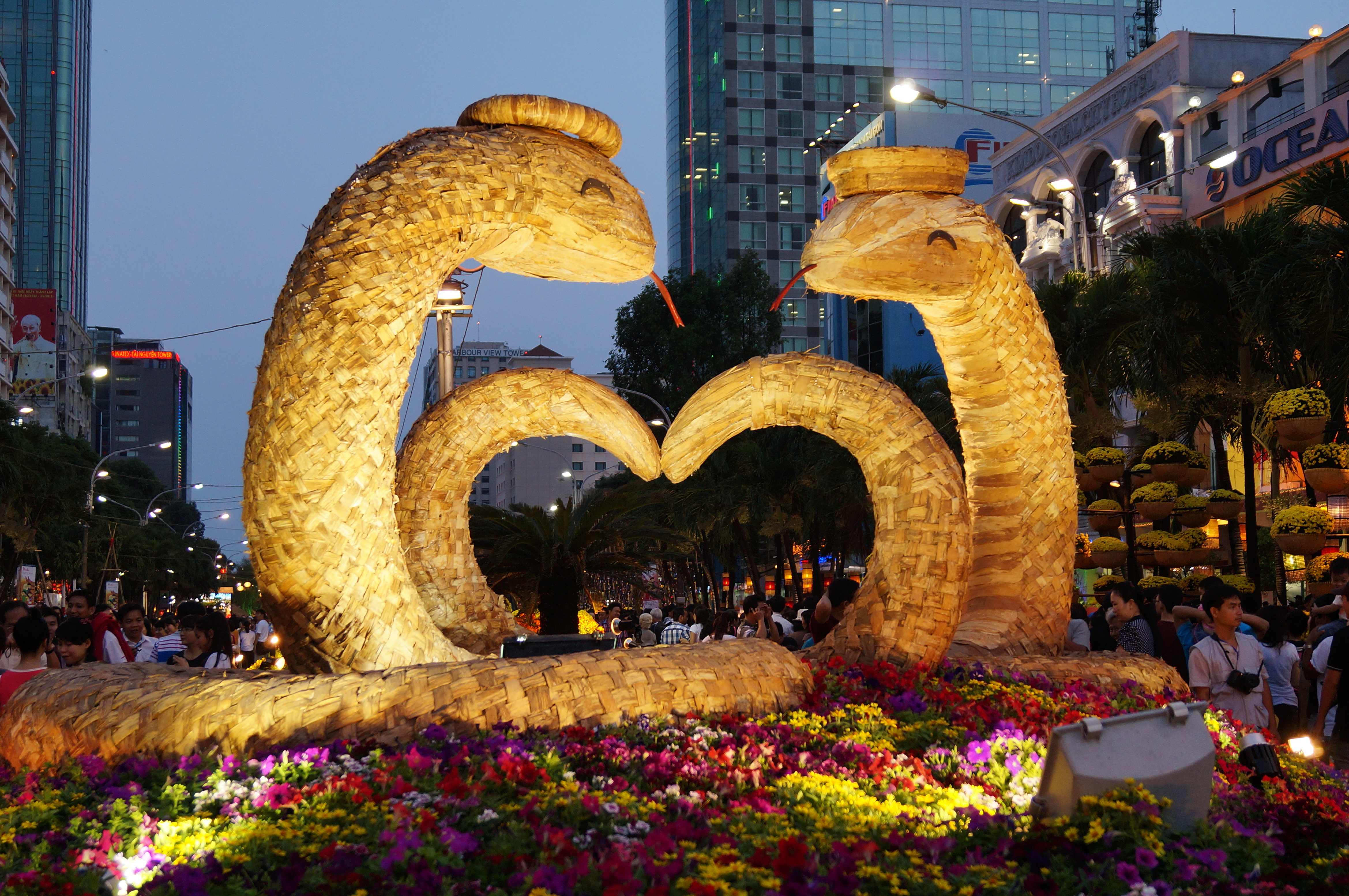
Hình tượng đôi rắn tại Đường hoa Nguyễn Huệ Tết Quý Tỵ
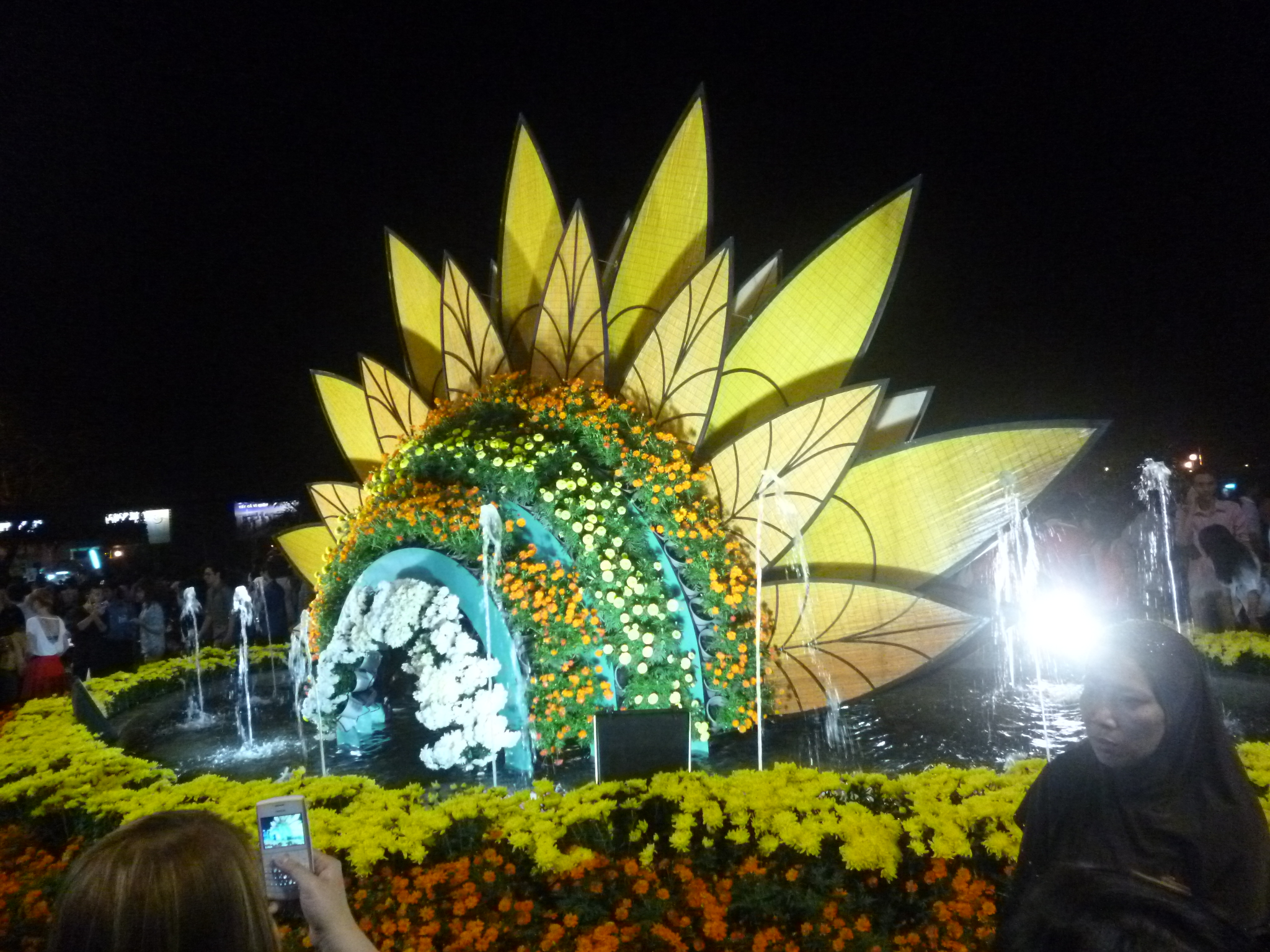
Tiểu cảnh - đường hoa Nguyễn Huệ 2013
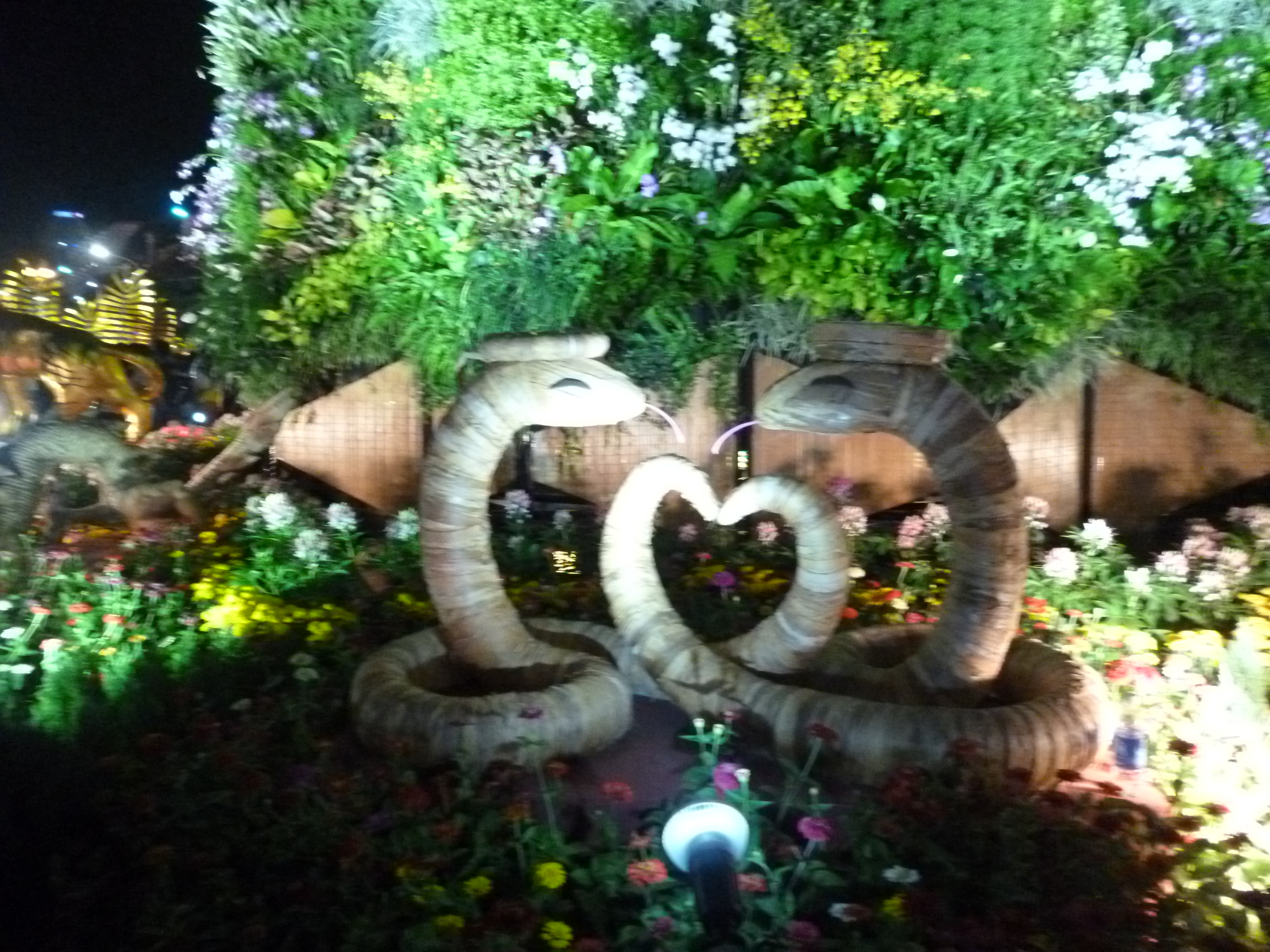
Đôi rắn - đường hoa Nguyễn Huệ 2013

### Tết Giáp Ngọ 2014:Thành phố Hồ Chí Minh - Thành phố tôi yêu
Đường hoa khai mạc vào lúc 19g ngày 28 tháng 12 năm Quý Tỵ, bế mạc lúc 22 giờ ngày mùng 4 tháng 1 năm Giáp Ngọ gồm Vườn mai Bác Hồ và 3 phân đoạn lớn là Hội nhập và phát triển, Hội tụ nghĩa tình, Khát vọng.
Nét mới của đường hoa năm 2014 là có thêm khu triển lãm nghệ thuật sắp đặt rau – củ – quả trên đường Nguyễn Huệ. Ngoài ra để cổ động cho nghệ thuật Đờn ca tài tử Nam bộ được công nhận là Di sản văn hóa phi vật thể của thế giới, bộ nhạc cụ gồm đàn tì bà, đàn nhị, đàn tranh, đàn bầu của môn nghệ thuật này được mô phỏng với kích thước khổng lồ. Đường hoa còn dành một khu để nhắc nhở người dân biết đến biến đổi khí hậu đang ảnh hưởng đến đời sống, đó là cụm cảnh cây khô cằn, sỏi đá, thay lời nhắc nhở mọi người hãy luôn giữ gìn môi trường.

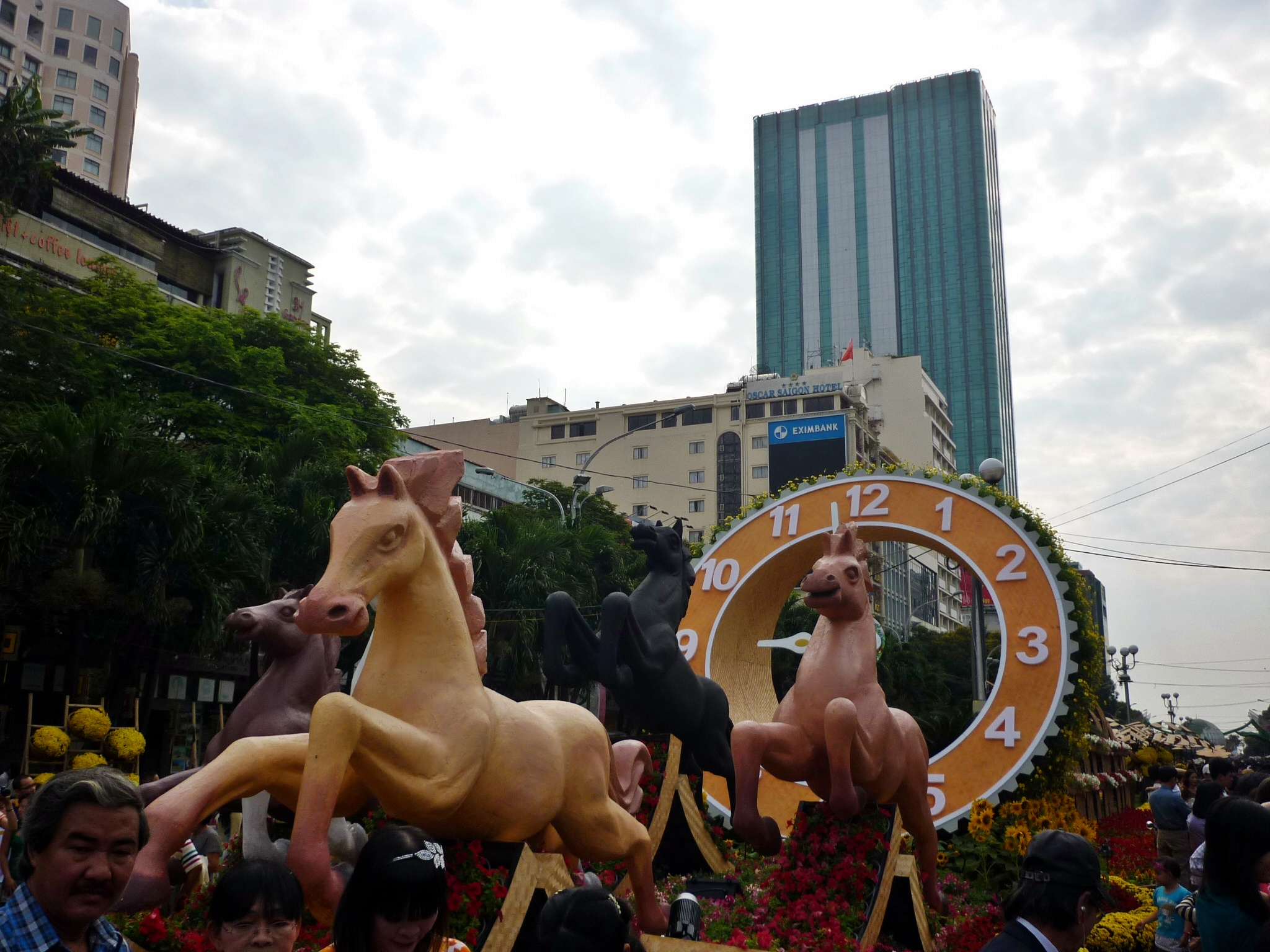
Bầy tuấn mã biểu tượng khát vọng tiến lên trong năm Giáp Ngọ
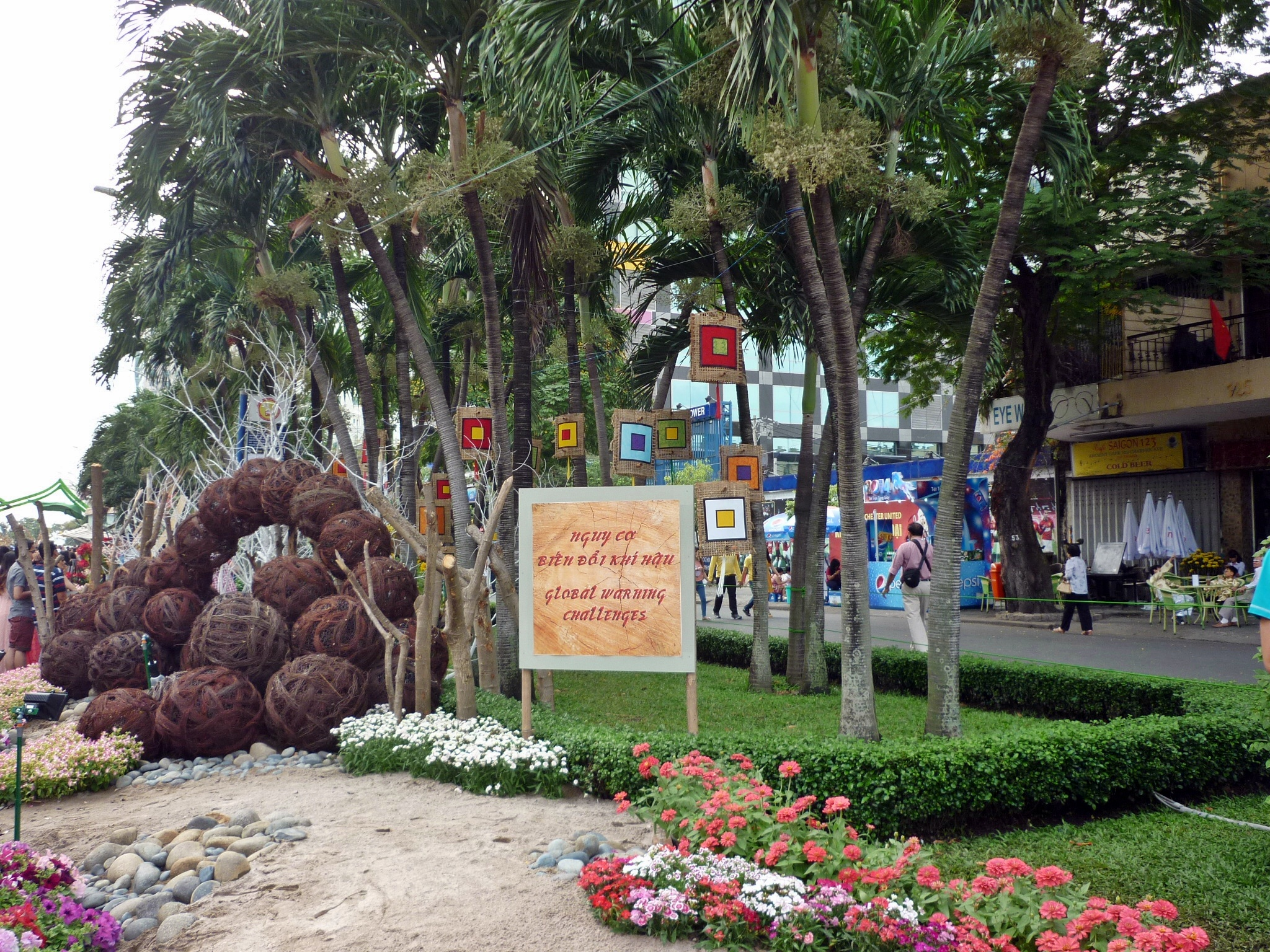
Cụm cảnh cây khô cằn, sỏi đá nhằm nhắc nhở mọi người quan tâm hơn về việc biến đổi khí hậu
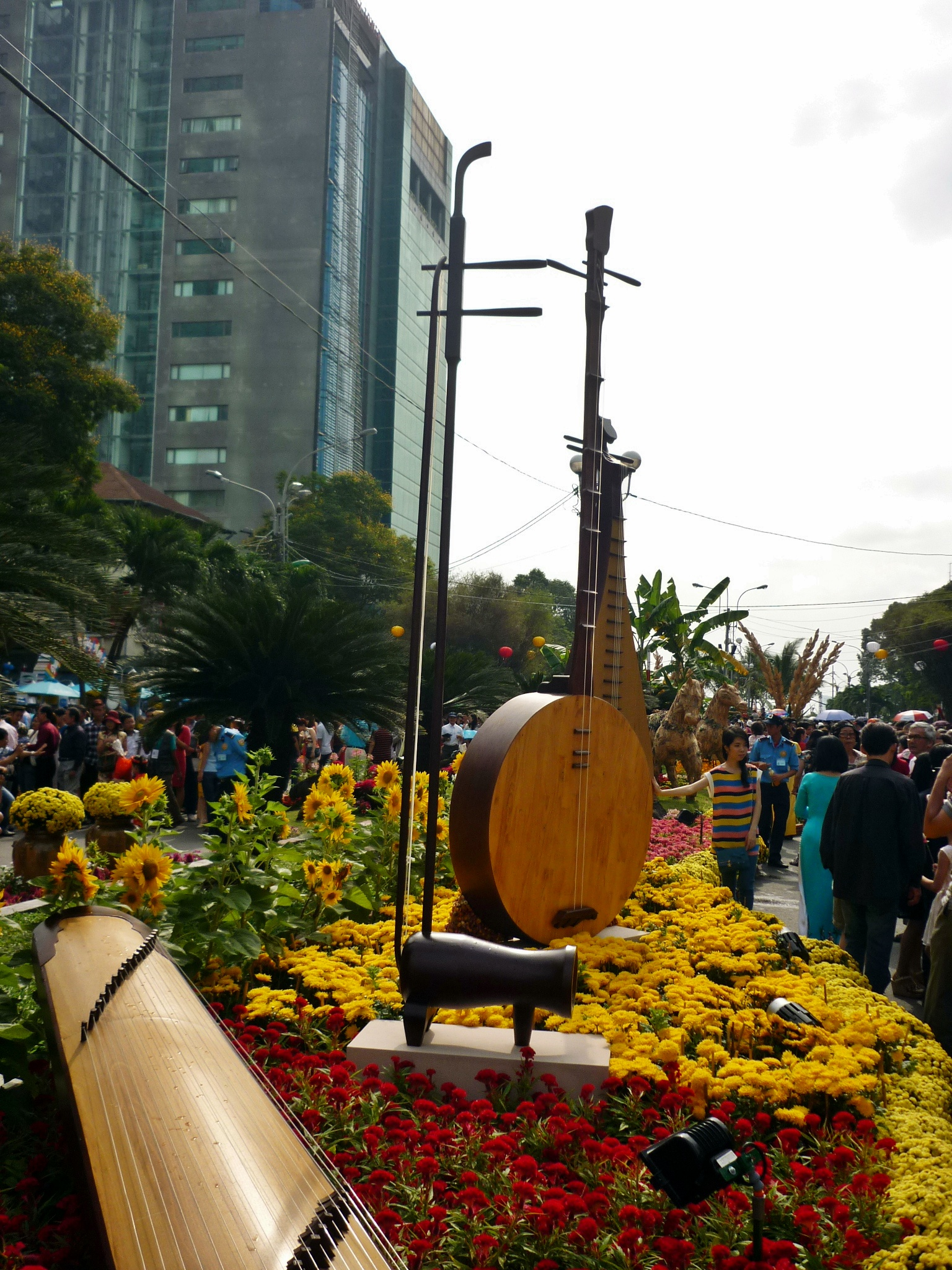
Các loại nhạc cụ Đờn ca tài tử như đàn tranh, đàn nhị...
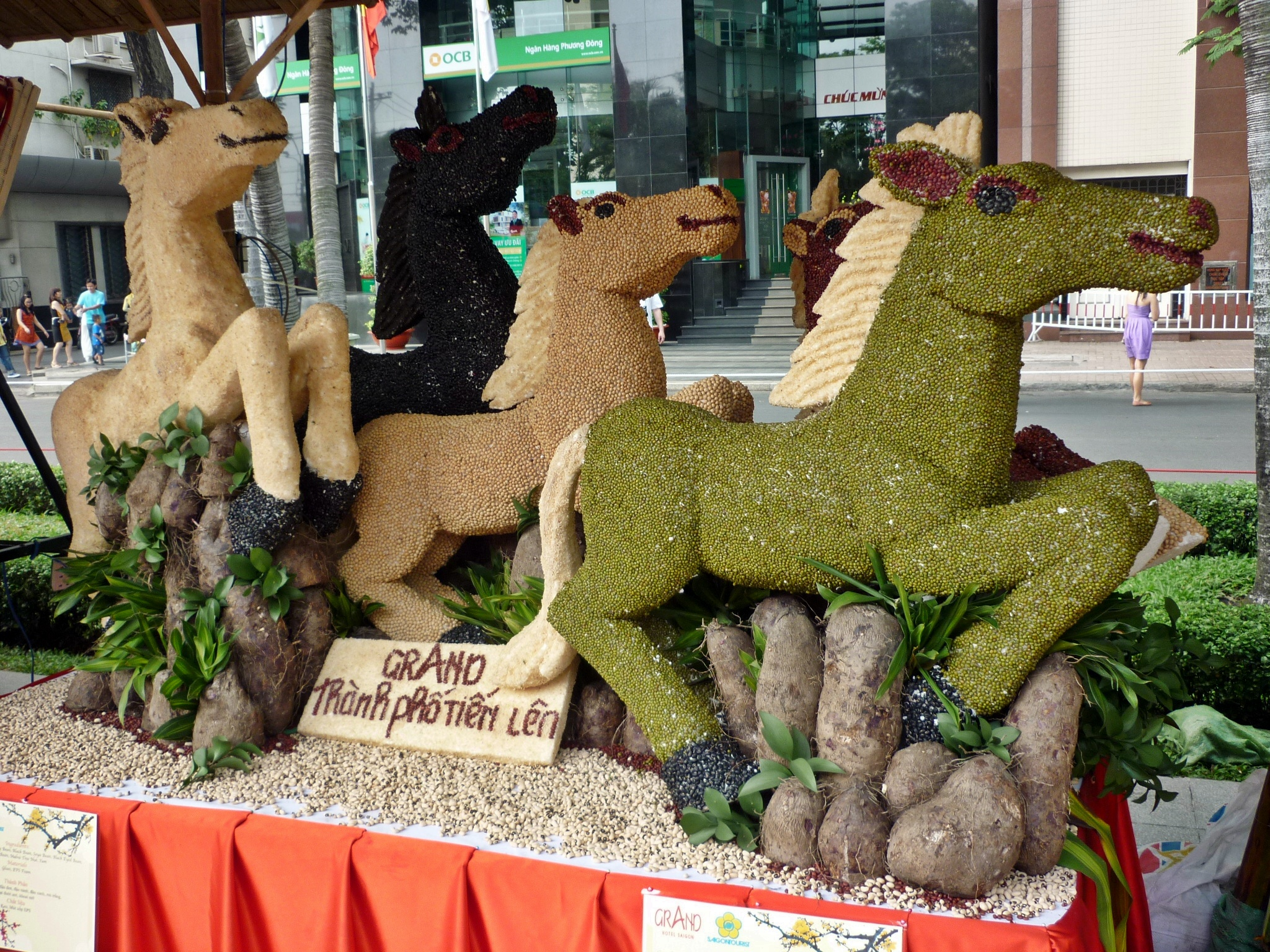
Tác phẩm Thành phố tiến lên được thực hiện bằng các loại đậu, mè, rau củ quả do khách sạn Grand thực hiện
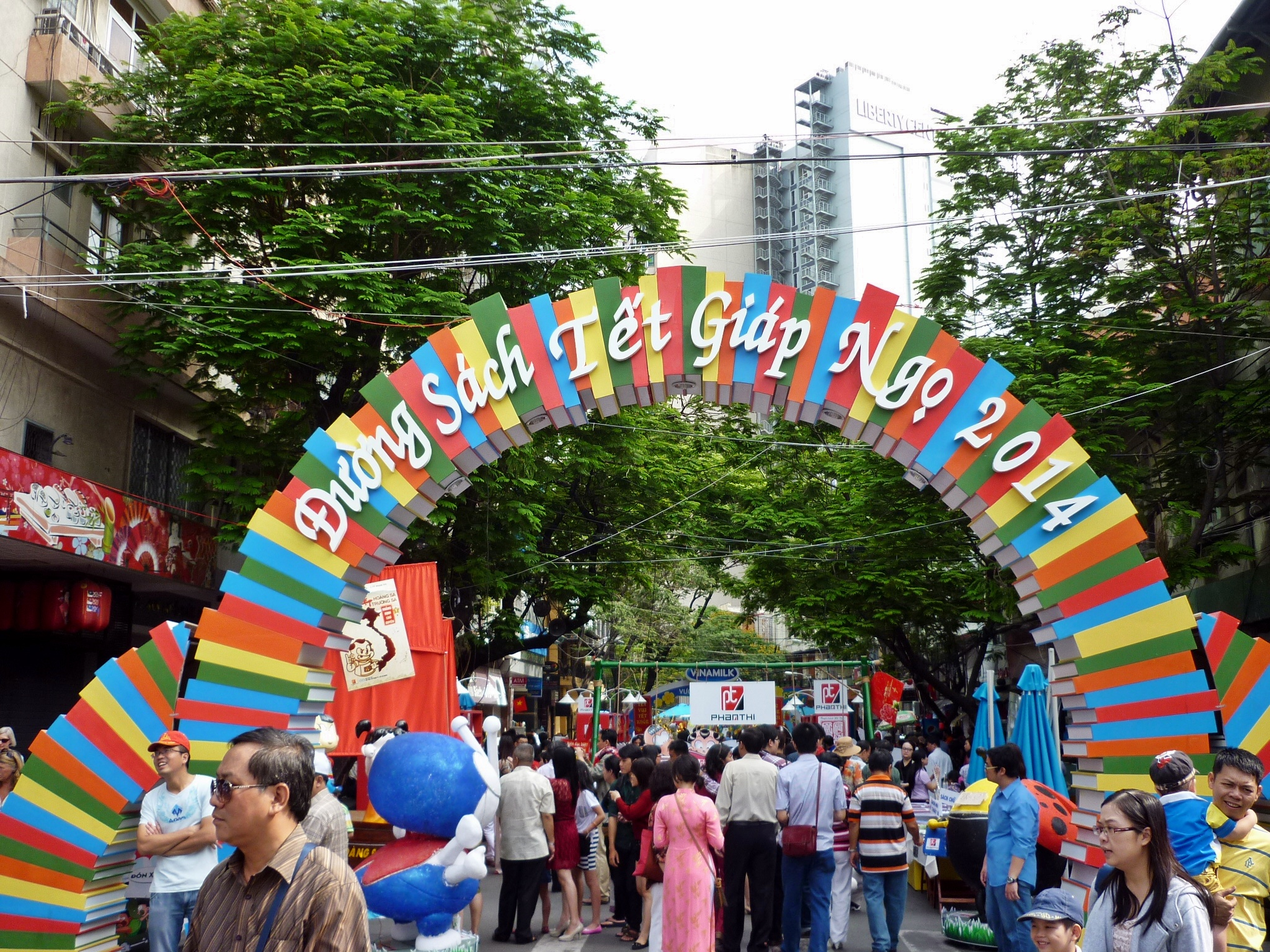
Cổng chào Đường sách Giáp Ngọ cùng khách tham quan

### Tết Ất Mùi 2015:Bản sắc Việt - Hào khí Việt Nam
Vì khu vực đường Nguyễn Huệ đang thi công xây dựng đường xe điện Metro và phố đi bộ, nên năm 2015, đường hoa và đường sách dọn về đường Hàm Nghi, gần chợ Bến Thành. Kéo dài từ ngày 16 tháng 2 năm 2015 (28 Tết) đến ngày 22 tháng 2 (Mùng 4 Tết) với 120.000 giỏ hoa tươi từ Sa Đéc, Đà Lạt, Thành phố Hồ Chí Minh đưa về tạo dáng, với ruộng lúa và bụi tre và hình những đàn dê.

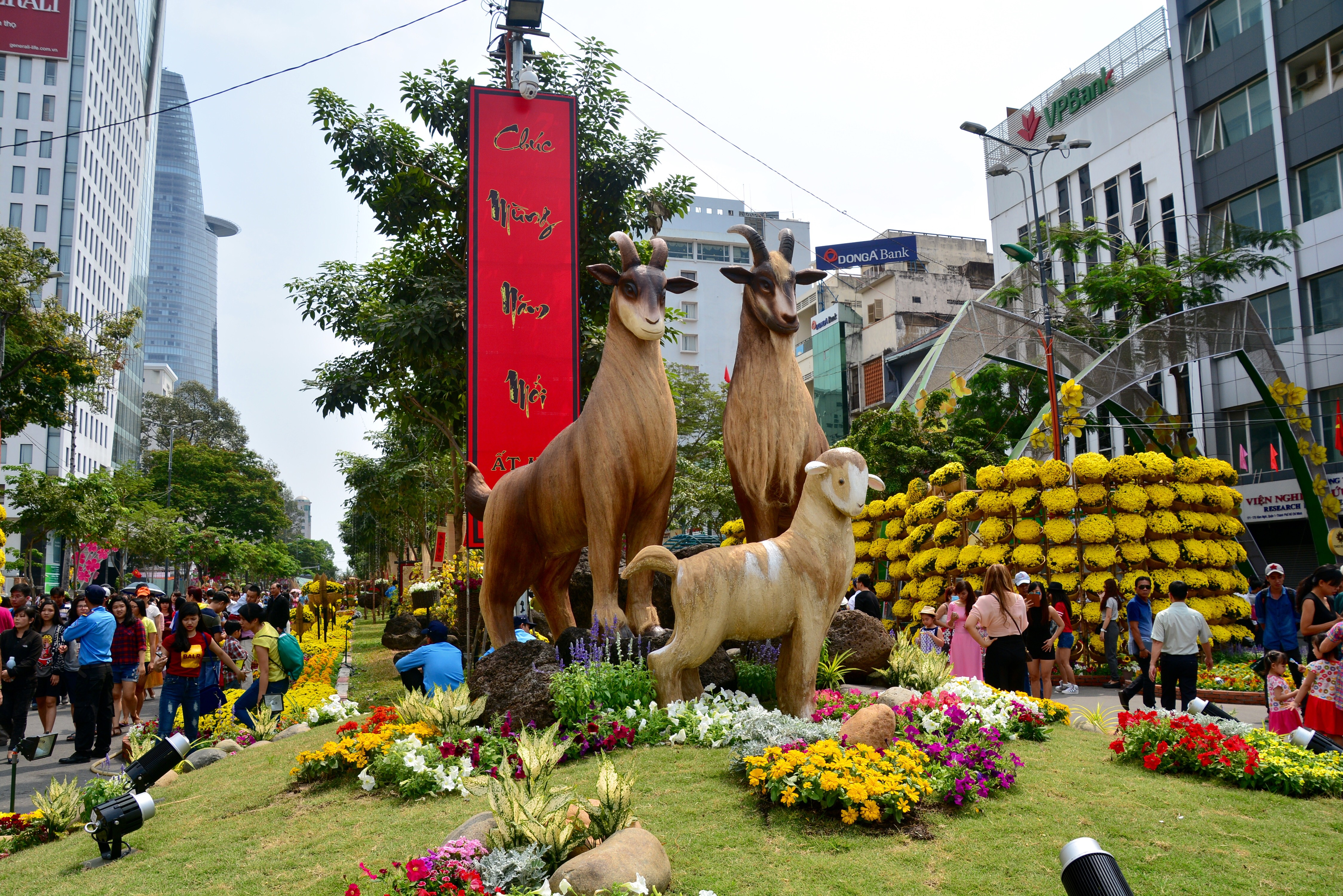
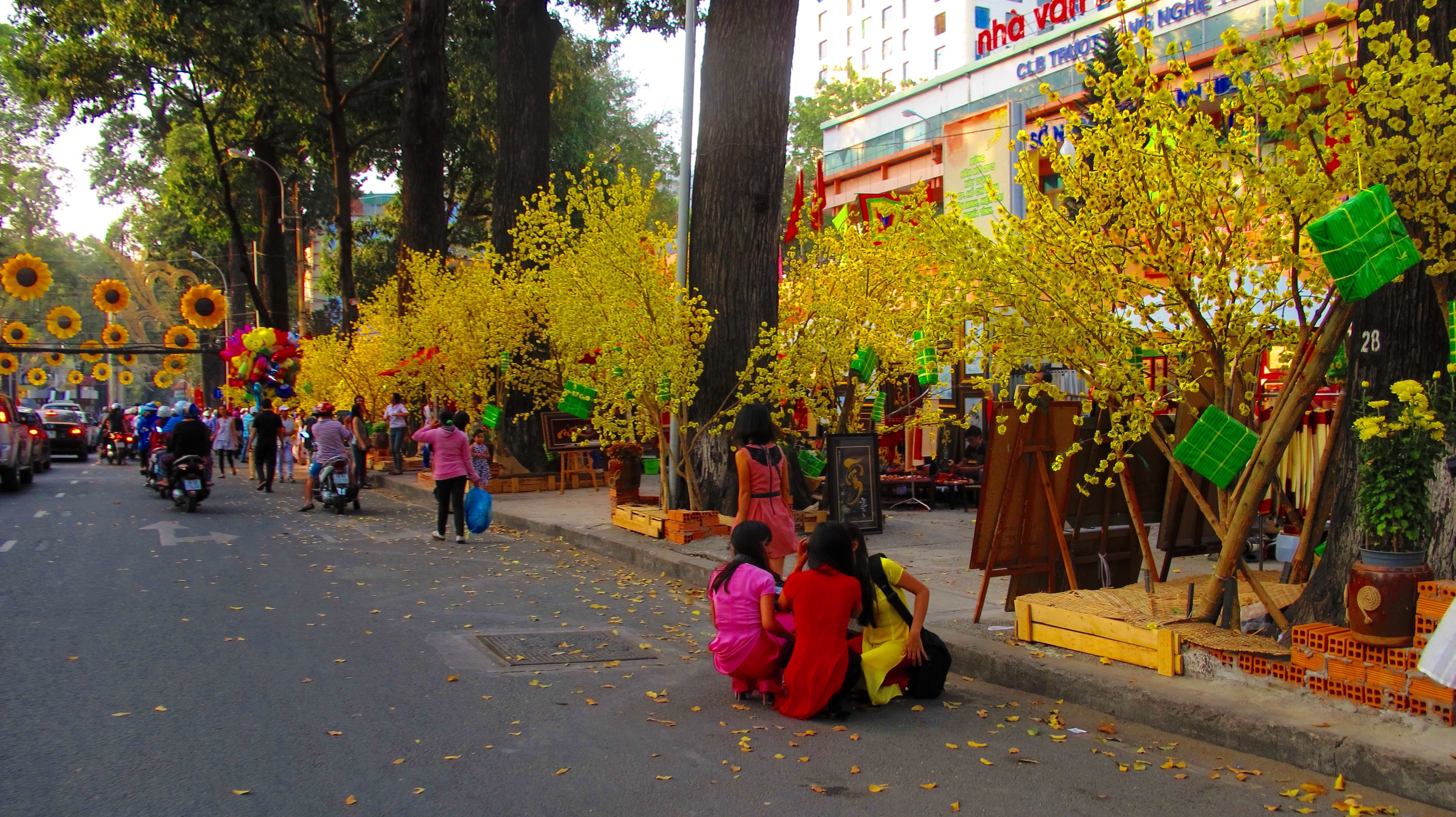
Phố ông đồ, đường Phạm Ngọc Thạch
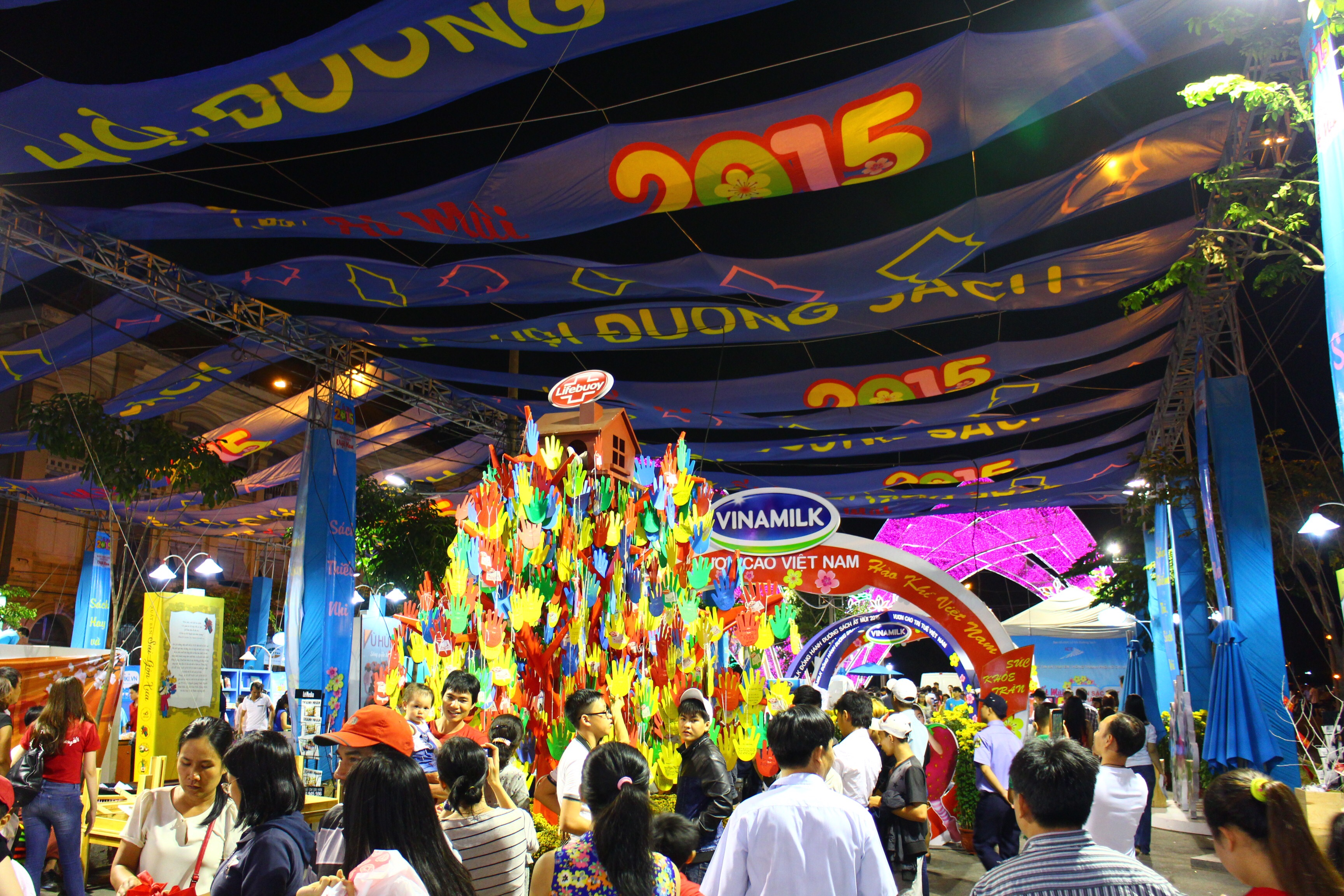
Đường sách Hàm Nghi - Nguyễn Thái Bình

### Tết Bính Thân 2016:TP HCM – hòa bình, thịnh vượng và phát triển
Chỉ một lần tạm dời đến đường Hàm Nghi, năm nay đường hoa chính thức quay trở lại đại lộ Nguyễn Huệ (nay là Phố đi bộ Nguyễn Huệ). Đường hoa được chia làm ba phân đoạn chính: đoàn kết - hòa bình, năng động - sáng tạo và hội nhập - thịnh vượng. Đường hoa khai mạc vào lúc 19 giờ ngày 6 tháng 2 năm 2016 (ngày 28 tháng chạp) đến 22 giờ ngày 12 tháng 2 năm 2016 (mùng 5 Tết)

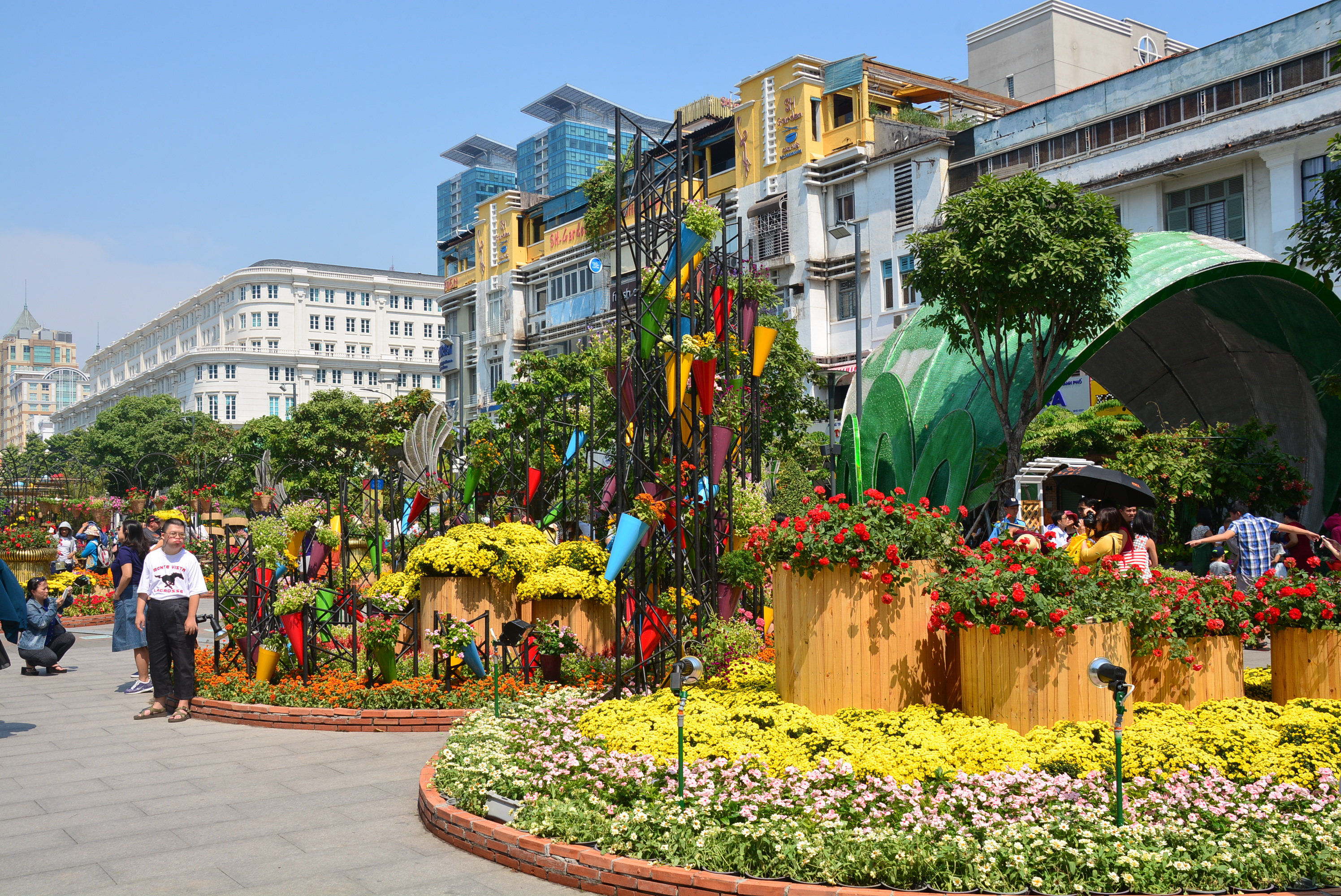
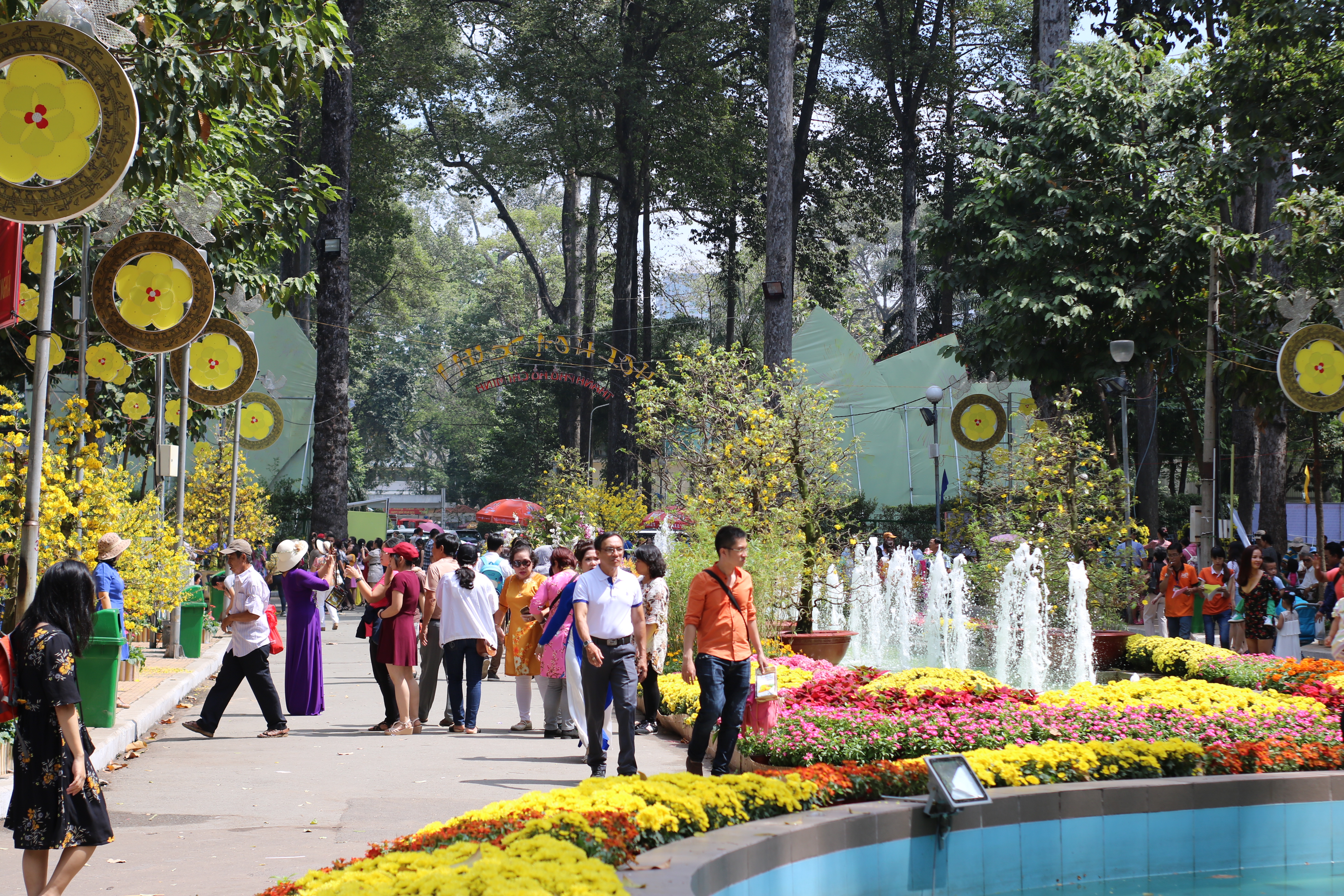

### Tết Đinh Dậu 2017:Thành phố mang tên Bác – Khát vọng ngời sáng

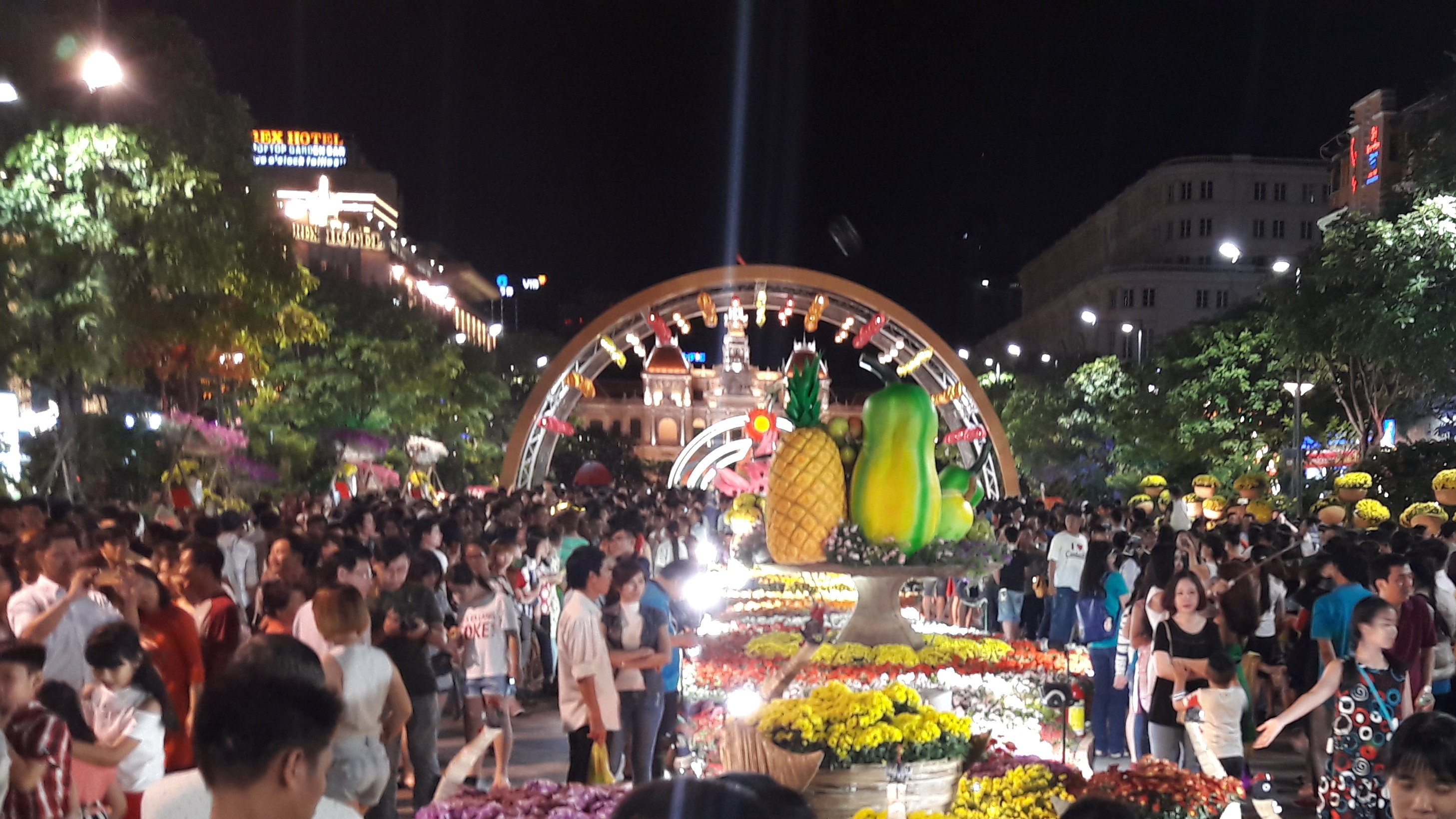
Đường hoa Nguyễn Huệ Tết Đinh Dậu

Đường hoa khai mạc vào lúc 19 giờ ngày 25 tháng 1 năm 2017 (28 Tết) đến 22 giờ vào ngày 1 tháng 2 năm 2017 (mùng 5 Tết)
Phân đoạn Mùa xuân trên thành phố mang tên Bác, khởi đầu từ giao lộ Lê Lợi - Nguyễn Huệ, cũng là nơi đặt cổng đường hoa với đại cảnh Xuân sum họp có linh vật của năm là đôi gà trống mái khổng lồ thể hiện ý nghĩa sum vầy, sung túc, gà trống cao 3,5 m, gà mái cao 2,8 m cùng đàn gà con cao 0,6 –1m.
Phân đoạn Thành phố văn minh – hiện đại – nghĩa tình là những mô hình kiến trúc tiêu biểu mang tính lịch sử của Thành phố như Bến Nhà Rồng, tòa nhà UBND TP HCM, chợ Bến Thành, cầu Phú Mỹ.

### Tết Mậu Tuất 2018:Khát vọng vươn cao

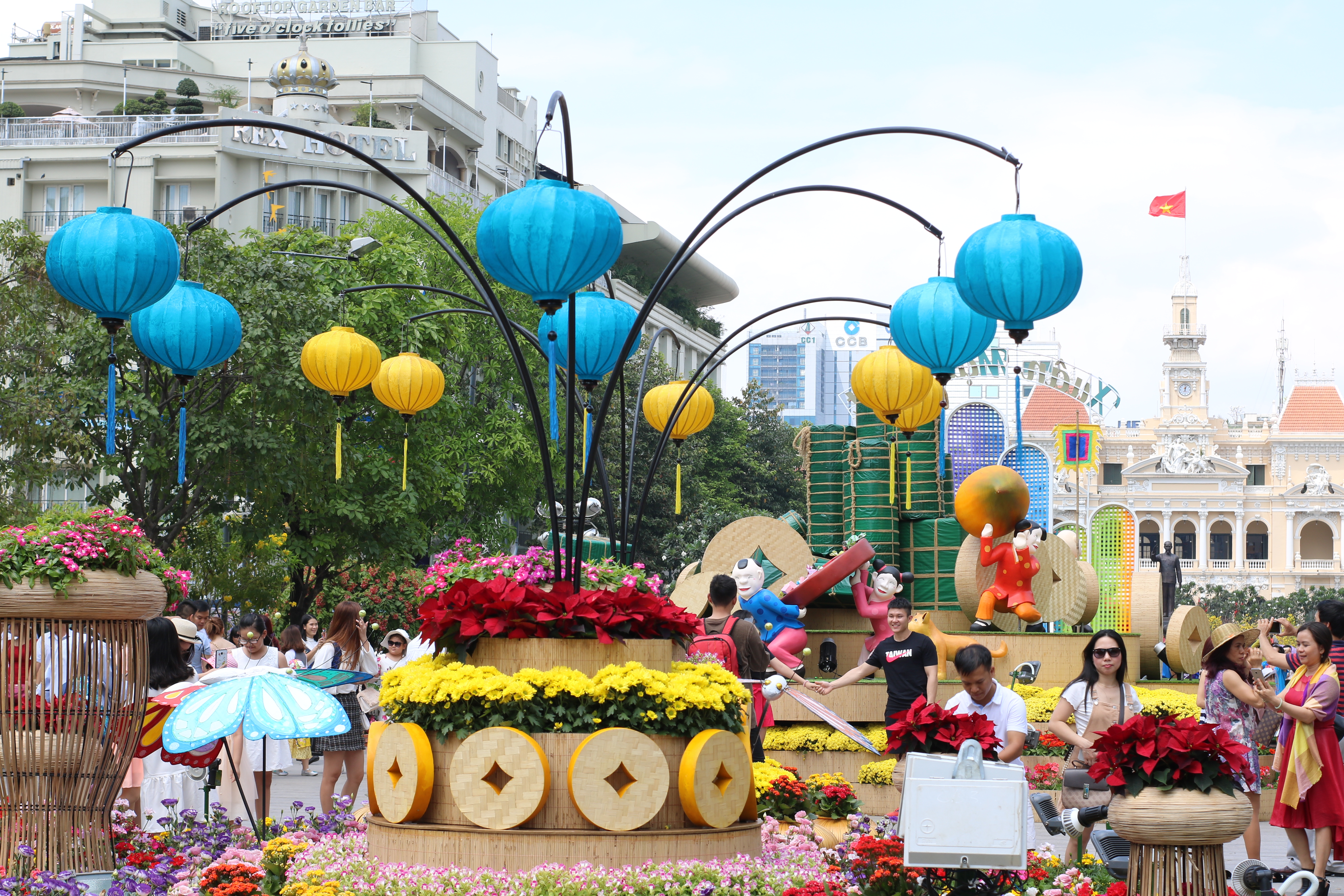
Đường hoa Nguyễn Huệ Tết Mậu Tuất

Đường hoa kéo dài từ ngày 12 tháng 2 năm 2018 (27 tháng Chạp) đến 19 tháng 2 năm 2018 (Mùng 4 Tết). Đường hoa tổng chiều dài 720 m với ba phân đoạn chính thể hiện: Mùa xuân thành phố, Hội nhập và phát triển, Vươn tới tương lai. Dịp Tết năm nay trùng với ngày lễ Tình nhân nên đường hoa sẽ có các cặp chó làm từ cây và hoa đa sắc. Dọc các luống hoa là chú trâu nước dầm mình, kế đó là gia đình nhà vịt bơi lội.
Cổng chào đường hoa là phân đoạn đầu tiên - Mùa xuân thành phố gồm ba cụm. Cách thể hiện này khác với những năm trước (chỉ thể hiện ở vị trí trung tâm) nên linh vật cũng nhiều hơn mọi năm. Linh vật năm nay là những chú chó Phú Quốc. Ngay sau cổng đường hoa là đại cảnh Xuân sum vầy, đại cảnh Lộc xuân, đại cảnh Xuân reo vui, đại cảnh Xuân trẻ thơ.
Phân đoạn hai Hội nhập và phát triển là hình ảnh chú chó cao 3,6 m làm từ các loại hoa, lá li ti nhiều màu sắc. Xen kẽ là các đại cảnh, tiểu cảnh: Thành phố phát triển, Thành phố kết nối, Thành phố nhân văn, Thành phố thông minh.
Phân đoạn ba Vươn tới tương lai mở đầu bằng hình ảnh ba chú chó rất lớn bằng chất liệu gỗ gồm các tiểu cảnh Đèn ý tưởng, Tương lai xán lạn, Tương lai kết nối, Tương lai phồn vinh, Tương lai xanh, Cây tương lai.
Công nghệ chụp hình thực tế ảo tiếp tục được ứng dụng tại đường hoa như năm trước nhưng bổ sung nhiều tính năng như: quay video ngắn, nâng cao chất lượng hình ảnh, tăng cường tính năng chia sẻ trực tiếp.

Cảnh quan đường hoa Nguyễn Huệ Xuân Mậu Tuất 2018
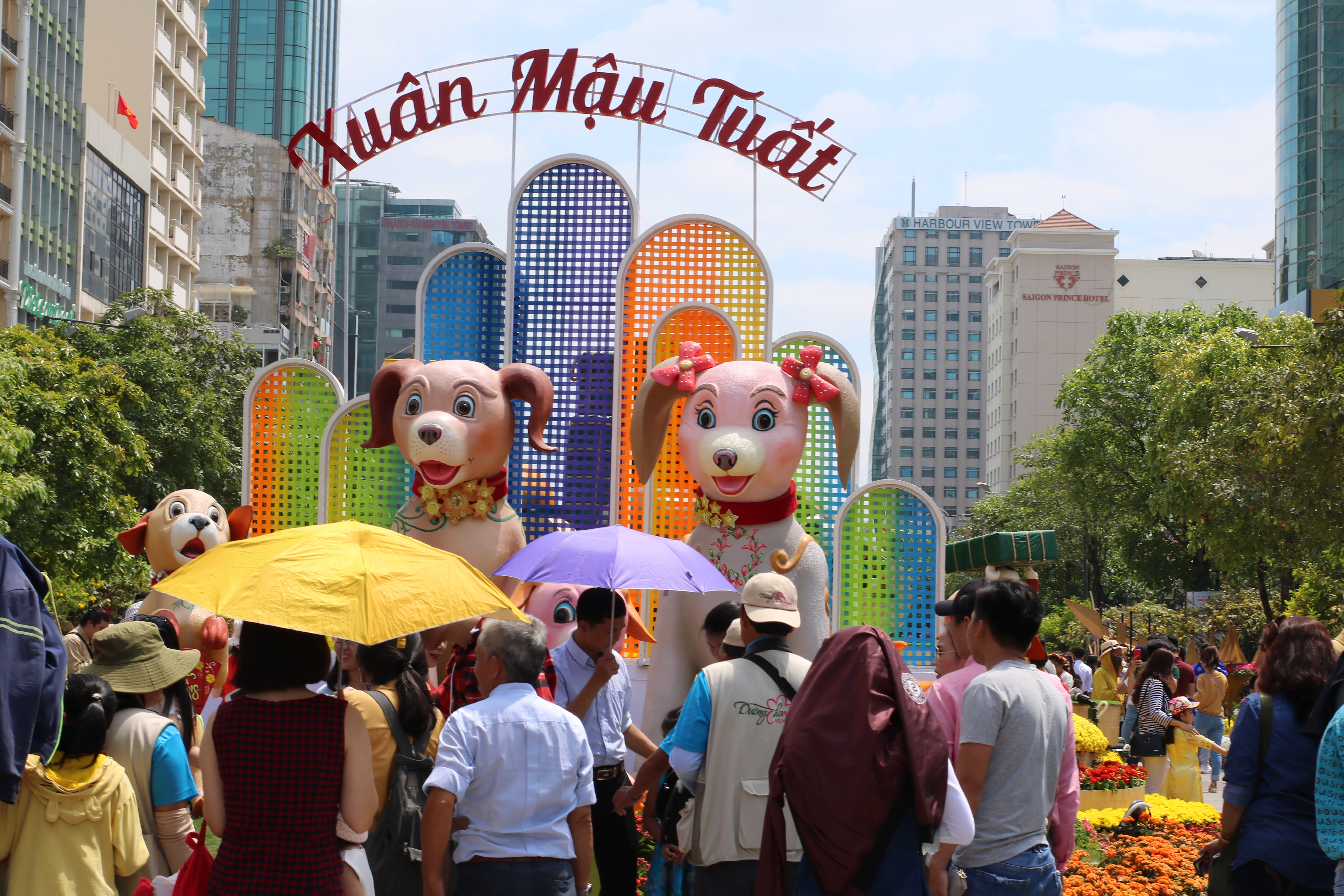
Cổng chào đường hoa Nguyễn Huệ
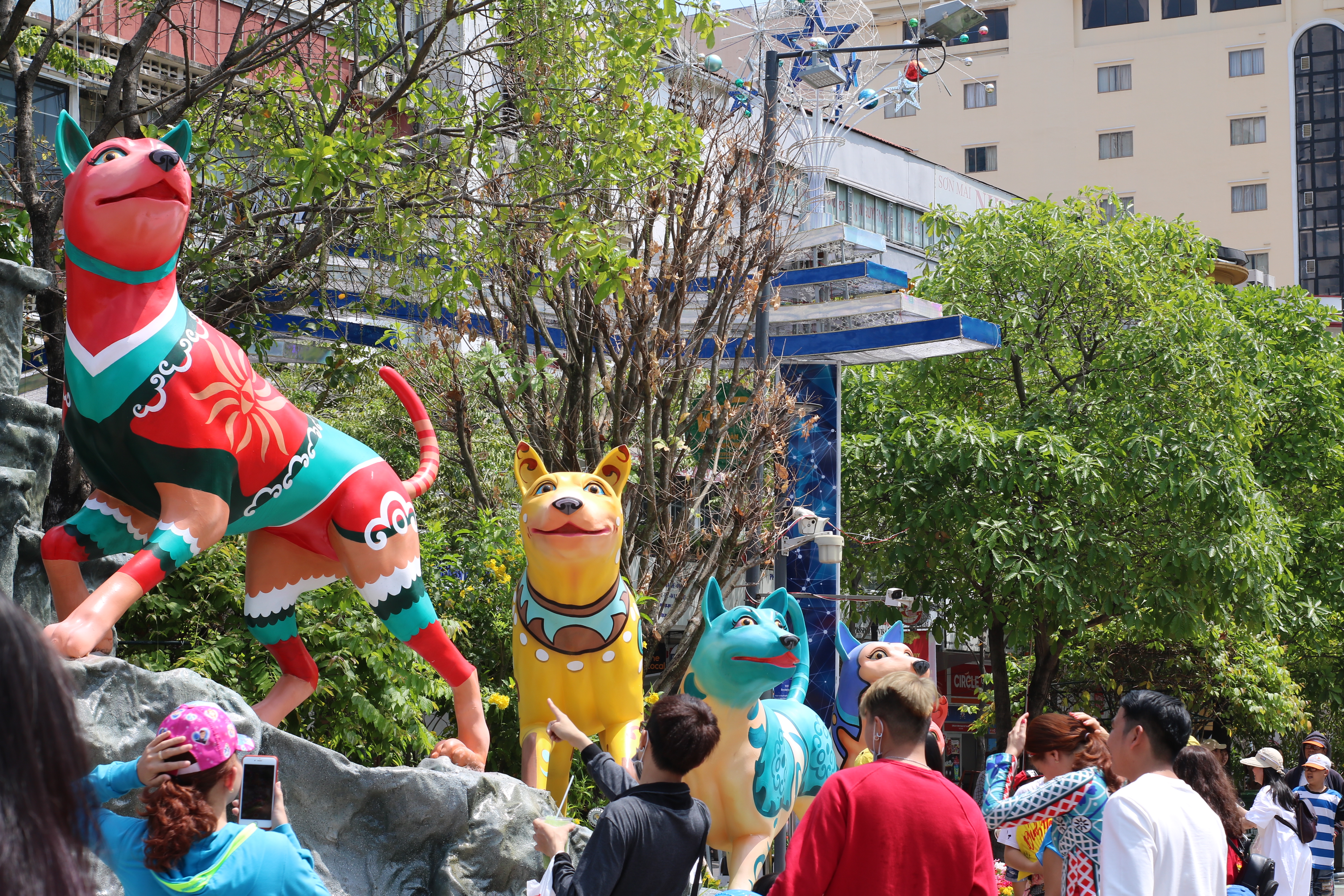
Tượng chó tại đường hoa Nguyễn Huệ
Hình tượng bầy chó cách điệu
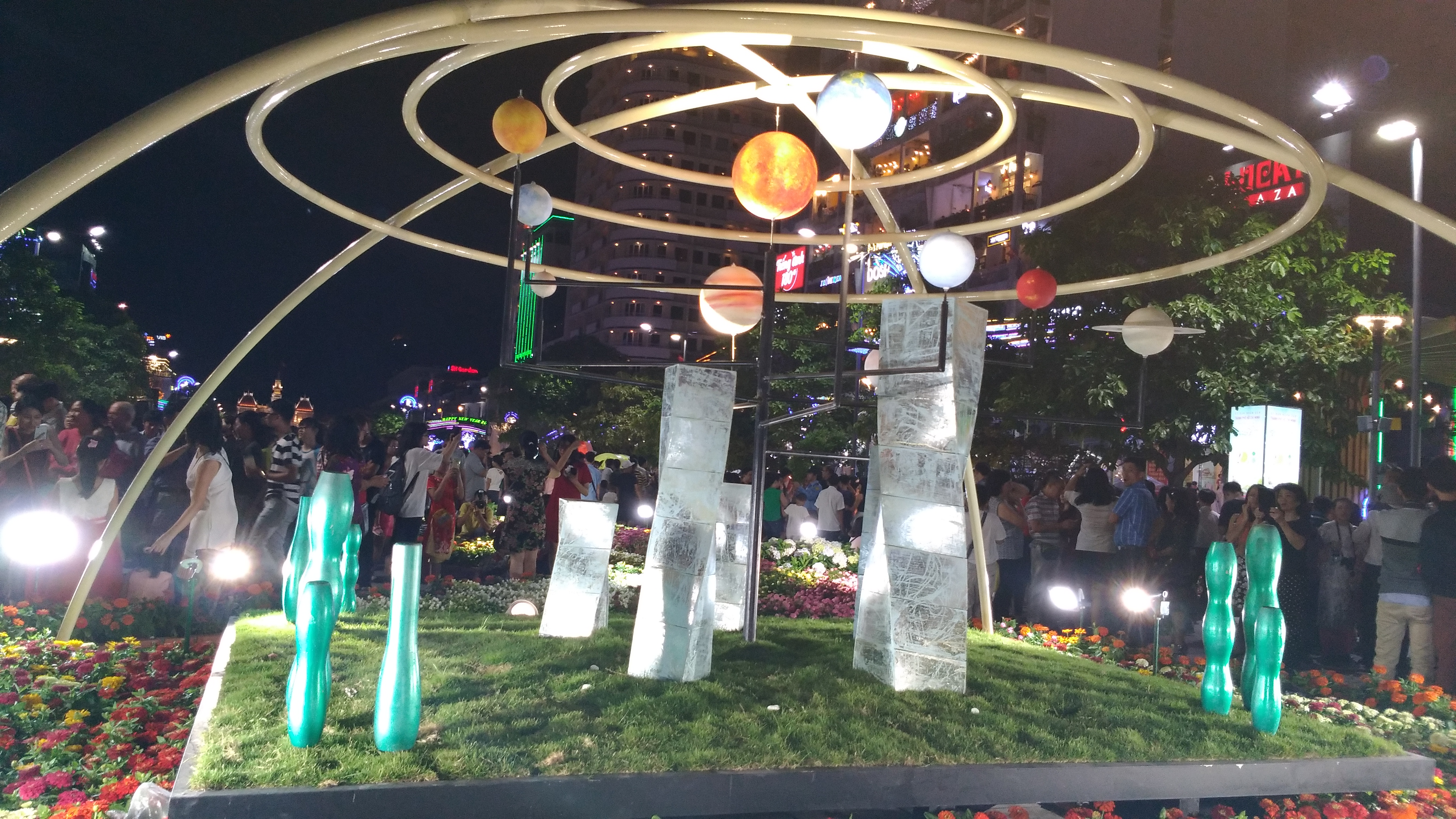
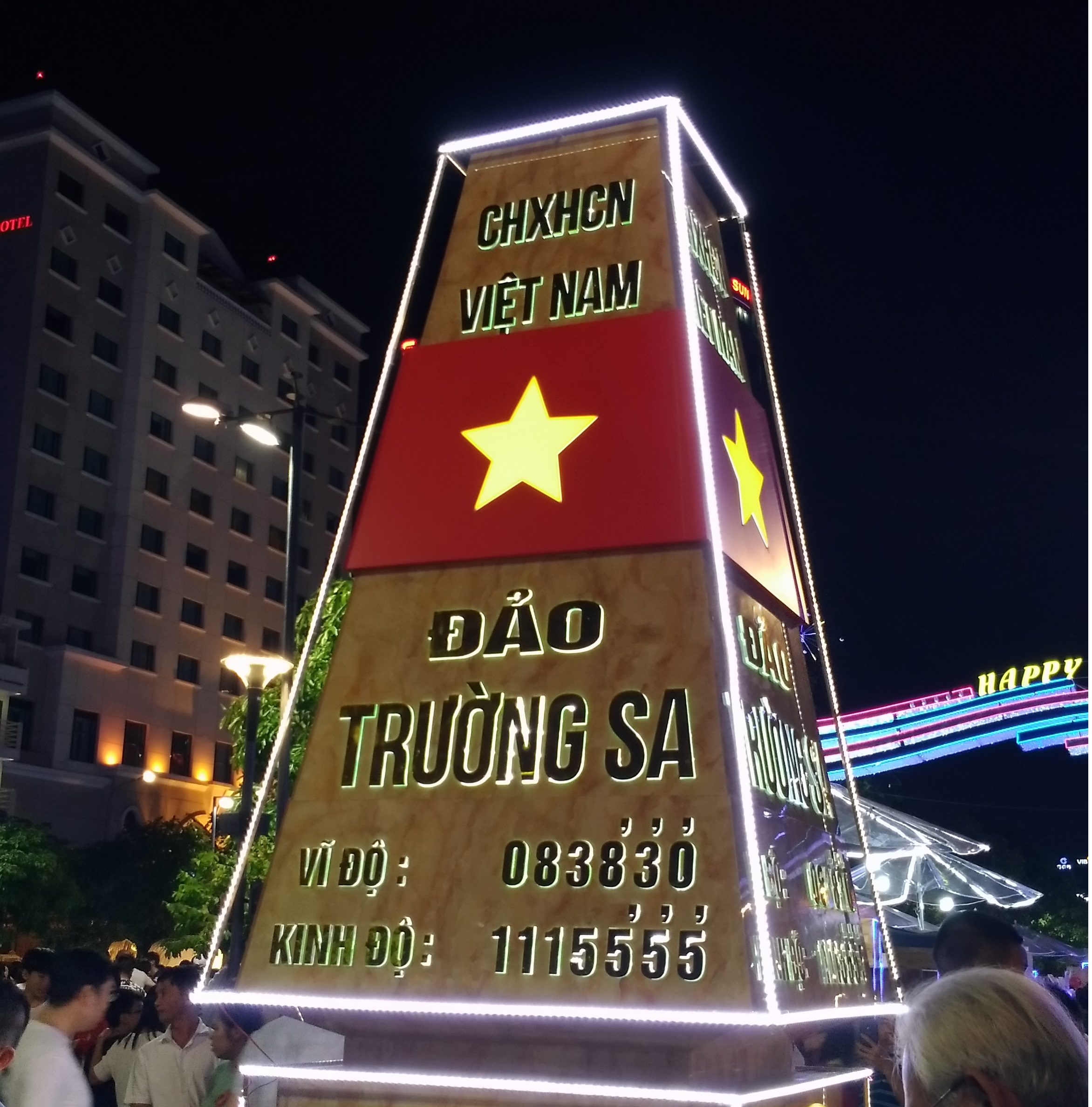
Cột mốc chủ quyền Quần đảo Trường Sa

### Tết Kỷ Hợi 2019:Vững bước vươn xa
Đường hoa kéo dài từ ngày 1 tháng 2 năm 2019 (27 tháng Chạp) đến 8 tháng 2 năm 2019 (Mùng 4 Tết), Đường hoa tổng chiều dài 720 m với ba phân đoạn chính thể hiện: Thành phố nghĩa tình giàu bản sắc, Thành phố thông minh (Thành phố của tương lai) và Đô thị sáng tạo.
Cổng chào đường hoa là phân đoạn đầu tiên - Thành phố nghĩa tình giàu bản sắc với tổng cộng 15 linh vật đủ sắc thái, cảm xúc thể hiện sự đủ đầy, phồn vinh, vui vẻ, yêu đời và hóm hỉnh. Một phần kênh đào Charner được tái hiện ngay chính nơi nó từng hiện diện.
Phân đoạn hai - Thành phố thông minh mở đầu tiểu cảnh "Chong chóng ước mơ" là đảo linh vật với ba chú heo lớn mang hình vẽ thể hiện ước mơ về hạnh phúc. Đại cảnh "Internet vạn vật" với những quả cầu, hình khối đa giác gắn kết với nhau mang hai sắc thái khác nhau trong cùng một ngày. Các đại tiểu cảnh "Không gian ba chiều", "Vườn kết nối", "Robot thân thiện", "Cây thông minh" đều cho thấy sự hiện diện của công nghệ trong đời sống hiện nay.
Phân đoạn ba - Đô thị sáng tạo thể hiện sự đổi mới toàn diện của thành phố như áp dụng phương pháp canh tác mới thân thiện với môi trường và sức khỏe người tiêu dùng, môi trường sống ngày càng được quan tâm, giáo dục đào tạo được đầu tư.
Điều đặc biệt nhất của đường hoa Kỷ Hợi 2019 chính là sự xuất hiện của 6 chú heo đất nghĩa tình với tên gọi Nuôi heo đất “Tết làm điều hay, chung tay đóng góp cho học sinh nghèo TP.HCM” tại 6 vị trí đặc biệt dọc đường hoa.

Cảnh quan đường hoa Nguyễn Huệ Xuân Kỷ Hợi 2019